# Лачного тема
Те́ма Ла́чного — тема в шаховій композиції. Суть теми — циклічне чергування зміни матів або ходів білих фігур в двох або більше фазах на щонайменше три захисти чорних.

## Історія
Цю ідею запропонував в 1949 році словацький шаховий композитор Людовіт Лачний (08.12.1926 - 25.12.2019).
В першій фазі задачі у чорних є щонайменше три тематичних захисти, на які білі оголошують мати, в наступній фазі захисти повторюються, і мати проходять ті ж самі, але з чергуванням. Перша фаза може бути або ілюзорна гра, або хибний слід.
Ця циклічна ідея дістала назву — тема Лачного. Якщо тема втілюється в триходовому механізмі, то на перші ходи чорних фігур по циклу змінюється другий хід білих.

Алгоритм теми:
1. ... a 2. A # (... 3. #)
1. ... b 2. B # (... 3. #)
1. ... c 2. C # (... 3. #)
1. !
1. ... a 2. B # (... 3. #)
1. ... b 2. C # (... 3. #)
1. ... c 2. A # (... 3. #)
|   | a | b | c | d | e | f | g | h |   |
| 8 | d7 чорний пішак · e7 білий король · a6 чорний слон · d6 чорний пішак · d5 білий ферзь · h5 білий слон · a4 чорний ферзь · b4 біла тура · c4 чорний пішак · f4 білий кінь · g4 чорний кінь · a3 чорна тура · e3 чорний король · f3 білий кінь · g3 білий слон · a2 чорна тура · b2 біла тура · c2 чорний пішак · a1 чорний кінь · g1 чорний слон | d7 чорний пішак · e7 білий король · a6 чорний слон · d6 чорний пішак · d5 білий ферзь · h5 білий слон · a4 чорний ферзь · b4 біла тура · c4 чорний пішак · f4 білий кінь · g4 чорний кінь · a3 чорна тура · e3 чорний король · f3 білий кінь · g3 білий слон · a2 чорна тура · b2 біла тура · c2 чорний пішак · a1 чорний кінь · g1 чорний слон | d7 чорний пішак · e7 білий король · a6 чорний слон · d6 чорний пішак · d5 білий ферзь · h5 білий слон · a4 чорний ферзь · b4 біла тура · c4 чорний пішак · f4 білий кінь · g4 чорний кінь · a3 чорна тура · e3 чорний король · f3 білий кінь · g3 білий слон · a2 чорна тура · b2 біла тура · c2 чорний пішак · a1 чорний кінь · g1 чорний слон | d7 чорний пішак · e7 білий король · a6 чорний слон · d6 чорний пішак · d5 білий ферзь · h5 білий слон · a4 чорний ферзь · b4 біла тура · c4 чорний пішак · f4 білий кінь · g4 чорний кінь · a3 чорна тура · e3 чорний король · f3 білий кінь · g3 білий слон · a2 чорна тура · b2 біла тура · c2 чорний пішак · a1 чорний кінь · g1 чорний слон | d7 чорний пішак · e7 білий король · a6 чорний слон · d6 чорний пішак · d5 білий ферзь · h5 білий слон · a4 чорний ферзь · b4 біла тура · c4 чорний пішак · f4 білий кінь · g4 чорний кінь · a3 чорна тура · e3 чорний король · f3 білий кінь · g3 білий слон · a2 чорна тура · b2 біла тура · c2 чорний пішак · a1 чорний кінь · g1 чорний слон | d7 чорний пішак · e7 білий король · a6 чорний слон · d6 чорний пішак · d5 білий ферзь · h5 білий слон · a4 чорний ферзь · b4 біла тура · c4 чорний пішак · f4 білий кінь · g4 чорний кінь · a3 чорна тура · e3 чорний король · f3 білий кінь · g3 білий слон · a2 чорна тура · b2 біла тура · c2 чорний пішак · a1 чорний кінь · g1 чорний слон | d7 чорний пішак · e7 білий король · a6 чорний слон · d6 чорний пішак · d5 білий ферзь · h5 білий слон · a4 чорний ферзь · b4 біла тура · c4 чорний пішак · f4 білий кінь · g4 чорний кінь · a3 чорна тура · e3 чорний король · f3 білий кінь · g3 білий слон · a2 чорна тура · b2 біла тура · c2 чорний пішак · a1 чорний кінь · g1 чорний слон | d7 чорний пішак · e7 білий король · a6 чорний слон · d6 чорний пішак · d5 білий ферзь · h5 білий слон · a4 чорний ферзь · b4 біла тура · c4 чорний пішак · f4 білий кінь · g4 чорний кінь · a3 чорна тура · e3 чорний король · f3 білий кінь · g3 білий слон · a2 чорна тура · b2 біла тура · c2 чорний пішак · a1 чорний кінь · g1 чорний слон | 8 |
| 7 | d7 чорний пішак · e7 білий король · a6 чорний слон · d6 чорний пішак · d5 білий ферзь · h5 білий слон · a4 чорний ферзь · b4 біла тура · c4 чорний пішак · f4 білий кінь · g4 чорний кінь · a3 чорна тура · e3 чорний король · f3 білий кінь · g3 білий слон · a2 чорна тура · b2 біла тура · c2 чорний пішак · a1 чорний кінь · g1 чорний слон | d7 чорний пішак · e7 білий король · a6 чорний слон · d6 чорний пішак · d5 білий ферзь · h5 білий слон · a4 чорний ферзь · b4 біла тура · c4 чорний пішак · f4 білий кінь · g4 чорний кінь · a3 чорна тура · e3 чорний король · f3 білий кінь · g3 білий слон · a2 чорна тура · b2 біла тура · c2 чорний пішак · a1 чорний кінь · g1 чорний слон | d7 чорний пішак · e7 білий король · a6 чорний слон · d6 чорний пішак · d5 білий ферзь · h5 білий слон · a4 чорний ферзь · b4 біла тура · c4 чорний пішак · f4 білий кінь · g4 чорний кінь · a3 чорна тура · e3 чорний король · f3 білий кінь · g3 білий слон · a2 чорна тура · b2 біла тура · c2 чорний пішак · a1 чорний кінь · g1 чорний слон | d7 чорний пішак · e7 білий король · a6 чорний слон · d6 чорний пішак · d5 білий ферзь · h5 білий слон · a4 чорний ферзь · b4 біла тура · c4 чорний пішак · f4 білий кінь · g4 чорний кінь · a3 чорна тура · e3 чорний король · f3 білий кінь · g3 білий слон · a2 чорна тура · b2 біла тура · c2 чорний пішак · a1 чорний кінь · g1 чорний слон | d7 чорний пішак · e7 білий король · a6 чорний слон · d6 чорний пішак · d5 білий ферзь · h5 білий слон · a4 чорний ферзь · b4 біла тура · c4 чорний пішак · f4 білий кінь · g4 чорний кінь · a3 чорна тура · e3 чорний король · f3 білий кінь · g3 білий слон · a2 чорна тура · b2 біла тура · c2 чорний пішак · a1 чорний кінь · g1 чорний слон | d7 чорний пішак · e7 білий король · a6 чорний слон · d6 чорний пішак · d5 білий ферзь · h5 білий слон · a4 чорний ферзь · b4 біла тура · c4 чорний пішак · f4 білий кінь · g4 чорний кінь · a3 чорна тура · e3 чорний король · f3 білий кінь · g3 білий слон · a2 чорна тура · b2 біла тура · c2 чорний пішак · a1 чорний кінь · g1 чорний слон | d7 чорний пішак · e7 білий король · a6 чорний слон · d6 чорний пішак · d5 білий ферзь · h5 білий слон · a4 чорний ферзь · b4 біла тура · c4 чорний пішак · f4 білий кінь · g4 чорний кінь · a3 чорна тура · e3 чорний король · f3 білий кінь · g3 білий слон · a2 чорна тура · b2 біла тура · c2 чорний пішак · a1 чорний кінь · g1 чорний слон | d7 чорний пішак · e7 білий король · a6 чорний слон · d6 чорний пішак · d5 білий ферзь · h5 білий слон · a4 чорний ферзь · b4 біла тура · c4 чорний пішак · f4 білий кінь · g4 чорний кінь · a3 чорна тура · e3 чорний король · f3 білий кінь · g3 білий слон · a2 чорна тура · b2 біла тура · c2 чорний пішак · a1 чорний кінь · g1 чорний слон | 7 |
| 6 | d7 чорний пішак · e7 білий король · a6 чорний слон · d6 чорний пішак · d5 білий ферзь · h5 білий слон · a4 чорний ферзь · b4 біла тура · c4 чорний пішак · f4 білий кінь · g4 чорний кінь · a3 чорна тура · e3 чорний король · f3 білий кінь · g3 білий слон · a2 чорна тура · b2 біла тура · c2 чорний пішак · a1 чорний кінь · g1 чорний слон | d7 чорний пішак · e7 білий король · a6 чорний слон · d6 чорний пішак · d5 білий ферзь · h5 білий слон · a4 чорний ферзь · b4 біла тура · c4 чорний пішак · f4 білий кінь · g4 чорний кінь · a3 чорна тура · e3 чорний король · f3 білий кінь · g3 білий слон · a2 чорна тура · b2 біла тура · c2 чорний пішак · a1 чорний кінь · g1 чорний слон | d7 чорний пішак · e7 білий король · a6 чорний слон · d6 чорний пішак · d5 білий ферзь · h5 білий слон · a4 чорний ферзь · b4 біла тура · c4 чорний пішак · f4 білий кінь · g4 чорний кінь · a3 чорна тура · e3 чорний король · f3 білий кінь · g3 білий слон · a2 чорна тура · b2 біла тура · c2 чорний пішак · a1 чорний кінь · g1 чорний слон | d7 чорний пішак · e7 білий король · a6 чорний слон · d6 чорний пішак · d5 білий ферзь · h5 білий слон · a4 чорний ферзь · b4 біла тура · c4 чорний пішак · f4 білий кінь · g4 чорний кінь · a3 чорна тура · e3 чорний король · f3 білий кінь · g3 білий слон · a2 чорна тура · b2 біла тура · c2 чорний пішак · a1 чорний кінь · g1 чорний слон | d7 чорний пішак · e7 білий король · a6 чорний слон · d6 чорний пішак · d5 білий ферзь · h5 білий слон · a4 чорний ферзь · b4 біла тура · c4 чорний пішак · f4 білий кінь · g4 чорний кінь · a3 чорна тура · e3 чорний король · f3 білий кінь · g3 білий слон · a2 чорна тура · b2 біла тура · c2 чорний пішак · a1 чорний кінь · g1 чорний слон | d7 чорний пішак · e7 білий король · a6 чорний слон · d6 чорний пішак · d5 білий ферзь · h5 білий слон · a4 чорний ферзь · b4 біла тура · c4 чорний пішак · f4 білий кінь · g4 чорний кінь · a3 чорна тура · e3 чорний король · f3 білий кінь · g3 білий слон · a2 чорна тура · b2 біла тура · c2 чорний пішак · a1 чорний кінь · g1 чорний слон | d7 чорний пішак · e7 білий король · a6 чорний слон · d6 чорний пішак · d5 білий ферзь · h5 білий слон · a4 чорний ферзь · b4 біла тура · c4 чорний пішак · f4 білий кінь · g4 чорний кінь · a3 чорна тура · e3 чорний король · f3 білий кінь · g3 білий слон · a2 чорна тура · b2 біла тура · c2 чорний пішак · a1 чорний кінь · g1 чорний слон | d7 чорний пішак · e7 білий король · a6 чорний слон · d6 чорний пішак · d5 білий ферзь · h5 білий слон · a4 чорний ферзь · b4 біла тура · c4 чорний пішак · f4 білий кінь · g4 чорний кінь · a3 чорна тура · e3 чорний король · f3 білий кінь · g3 білий слон · a2 чорна тура · b2 біла тура · c2 чорний пішак · a1 чорний кінь · g1 чорний слон | 6 |
| 5 | d7 чорний пішак · e7 білий король · a6 чорний слон · d6 чорний пішак · d5 білий ферзь · h5 білий слон · a4 чорний ферзь · b4 біла тура · c4 чорний пішак · f4 білий кінь · g4 чорний кінь · a3 чорна тура · e3 чорний король · f3 білий кінь · g3 білий слон · a2 чорна тура · b2 біла тура · c2 чорний пішак · a1 чорний кінь · g1 чорний слон | d7 чорний пішак · e7 білий король · a6 чорний слон · d6 чорний пішак · d5 білий ферзь · h5 білий слон · a4 чорний ферзь · b4 біла тура · c4 чорний пішак · f4 білий кінь · g4 чорний кінь · a3 чорна тура · e3 чорний король · f3 білий кінь · g3 білий слон · a2 чорна тура · b2 біла тура · c2 чорний пішак · a1 чорний кінь · g1 чорний слон | d7 чорний пішак · e7 білий король · a6 чорний слон · d6 чорний пішак · d5 білий ферзь · h5 білий слон · a4 чорний ферзь · b4 біла тура · c4 чорний пішак · f4 білий кінь · g4 чорний кінь · a3 чорна тура · e3 чорний король · f3 білий кінь · g3 білий слон · a2 чорна тура · b2 біла тура · c2 чорний пішак · a1 чорний кінь · g1 чорний слон | d7 чорний пішак · e7 білий король · a6 чорний слон · d6 чорний пішак · d5 білий ферзь · h5 білий слон · a4 чорний ферзь · b4 біла тура · c4 чорний пішак · f4 білий кінь · g4 чорний кінь · a3 чорна тура · e3 чорний король · f3 білий кінь · g3 білий слон · a2 чорна тура · b2 біла тура · c2 чорний пішак · a1 чорний кінь · g1 чорний слон | d7 чорний пішак · e7 білий король · a6 чорний слон · d6 чорний пішак · d5 білий ферзь · h5 білий слон · a4 чорний ферзь · b4 біла тура · c4 чорний пішак · f4 білий кінь · g4 чорний кінь · a3 чорна тура · e3 чорний король · f3 білий кінь · g3 білий слон · a2 чорна тура · b2 біла тура · c2 чорний пішак · a1 чорний кінь · g1 чорний слон | d7 чорний пішак · e7 білий король · a6 чорний слон · d6 чорний пішак · d5 білий ферзь · h5 білий слон · a4 чорний ферзь · b4 біла тура · c4 чорний пішак · f4 білий кінь · g4 чорний кінь · a3 чорна тура · e3 чорний король · f3 білий кінь · g3 білий слон · a2 чорна тура · b2 біла тура · c2 чорний пішак · a1 чорний кінь · g1 чорний слон | d7 чорний пішак · e7 білий король · a6 чорний слон · d6 чорний пішак · d5 білий ферзь · h5 білий слон · a4 чорний ферзь · b4 біла тура · c4 чорний пішак · f4 білий кінь · g4 чорний кінь · a3 чорна тура · e3 чорний король · f3 білий кінь · g3 білий слон · a2 чорна тура · b2 біла тура · c2 чорний пішак · a1 чорний кінь · g1 чорний слон | d7 чорний пішак · e7 білий король · a6 чорний слон · d6 чорний пішак · d5 білий ферзь · h5 білий слон · a4 чорний ферзь · b4 біла тура · c4 чорний пішак · f4 білий кінь · g4 чорний кінь · a3 чорна тура · e3 чорний король · f3 білий кінь · g3 білий слон · a2 чорна тура · b2 біла тура · c2 чорний пішак · a1 чорний кінь · g1 чорний слон | 5 |
| 4 | d7 чорний пішак · e7 білий король · a6 чорний слон · d6 чорний пішак · d5 білий ферзь · h5 білий слон · a4 чорний ферзь · b4 біла тура · c4 чорний пішак · f4 білий кінь · g4 чорний кінь · a3 чорна тура · e3 чорний король · f3 білий кінь · g3 білий слон · a2 чорна тура · b2 біла тура · c2 чорний пішак · a1 чорний кінь · g1 чорний слон | d7 чорний пішак · e7 білий король · a6 чорний слон · d6 чорний пішак · d5 білий ферзь · h5 білий слон · a4 чорний ферзь · b4 біла тура · c4 чорний пішак · f4 білий кінь · g4 чорний кінь · a3 чорна тура · e3 чорний король · f3 білий кінь · g3 білий слон · a2 чорна тура · b2 біла тура · c2 чорний пішак · a1 чорний кінь · g1 чорний слон | d7 чорний пішак · e7 білий король · a6 чорний слон · d6 чорний пішак · d5 білий ферзь · h5 білий слон · a4 чорний ферзь · b4 біла тура · c4 чорний пішак · f4 білий кінь · g4 чорний кінь · a3 чорна тура · e3 чорний король · f3 білий кінь · g3 білий слон · a2 чорна тура · b2 біла тура · c2 чорний пішак · a1 чорний кінь · g1 чорний слон | d7 чорний пішак · e7 білий король · a6 чорний слон · d6 чорний пішак · d5 білий ферзь · h5 білий слон · a4 чорний ферзь · b4 біла тура · c4 чорний пішак · f4 білий кінь · g4 чорний кінь · a3 чорна тура · e3 чорний король · f3 білий кінь · g3 білий слон · a2 чорна тура · b2 біла тура · c2 чорний пішак · a1 чорний кінь · g1 чорний слон | d7 чорний пішак · e7 білий король · a6 чорний слон · d6 чорний пішак · d5 білий ферзь · h5 білий слон · a4 чорний ферзь · b4 біла тура · c4 чорний пішак · f4 білий кінь · g4 чорний кінь · a3 чорна тура · e3 чорний король · f3 білий кінь · g3 білий слон · a2 чорна тура · b2 біла тура · c2 чорний пішак · a1 чорний кінь · g1 чорний слон | d7 чорний пішак · e7 білий король · a6 чорний слон · d6 чорний пішак · d5 білий ферзь · h5 білий слон · a4 чорний ферзь · b4 біла тура · c4 чорний пішак · f4 білий кінь · g4 чорний кінь · a3 чорна тура · e3 чорний король · f3 білий кінь · g3 білий слон · a2 чорна тура · b2 біла тура · c2 чорний пішак · a1 чорний кінь · g1 чорний слон | d7 чорний пішак · e7 білий король · a6 чорний слон · d6 чорний пішак · d5 білий ферзь · h5 білий слон · a4 чорний ферзь · b4 біла тура · c4 чорний пішак · f4 білий кінь · g4 чорний кінь · a3 чорна тура · e3 чорний король · f3 білий кінь · g3 білий слон · a2 чорна тура · b2 біла тура · c2 чорний пішак · a1 чорний кінь · g1 чорний слон | d7 чорний пішак · e7 білий король · a6 чорний слон · d6 чорний пішак · d5 білий ферзь · h5 білий слон · a4 чорний ферзь · b4 біла тура · c4 чорний пішак · f4 білий кінь · g4 чорний кінь · a3 чорна тура · e3 чорний король · f3 білий кінь · g3 білий слон · a2 чорна тура · b2 біла тура · c2 чорний пішак · a1 чорний кінь · g1 чорний слон | 4 |
| 3 | d7 чорний пішак · e7 білий король · a6 чорний слон · d6 чорний пішак · d5 білий ферзь · h5 білий слон · a4 чорний ферзь · b4 біла тура · c4 чорний пішак · f4 білий кінь · g4 чорний кінь · a3 чорна тура · e3 чорний король · f3 білий кінь · g3 білий слон · a2 чорна тура · b2 біла тура · c2 чорний пішак · a1 чорний кінь · g1 чорний слон | d7 чорний пішак · e7 білий король · a6 чорний слон · d6 чорний пішак · d5 білий ферзь · h5 білий слон · a4 чорний ферзь · b4 біла тура · c4 чорний пішак · f4 білий кінь · g4 чорний кінь · a3 чорна тура · e3 чорний король · f3 білий кінь · g3 білий слон · a2 чорна тура · b2 біла тура · c2 чорний пішак · a1 чорний кінь · g1 чорний слон | d7 чорний пішак · e7 білий король · a6 чорний слон · d6 чорний пішак · d5 білий ферзь · h5 білий слон · a4 чорний ферзь · b4 біла тура · c4 чорний пішак · f4 білий кінь · g4 чорний кінь · a3 чорна тура · e3 чорний король · f3 білий кінь · g3 білий слон · a2 чорна тура · b2 біла тура · c2 чорний пішак · a1 чорний кінь · g1 чорний слон | d7 чорний пішак · e7 білий король · a6 чорний слон · d6 чорний пішак · d5 білий ферзь · h5 білий слон · a4 чорний ферзь · b4 біла тура · c4 чорний пішак · f4 білий кінь · g4 чорний кінь · a3 чорна тура · e3 чорний король · f3 білий кінь · g3 білий слон · a2 чорна тура · b2 біла тура · c2 чорний пішак · a1 чорний кінь · g1 чорний слон | d7 чорний пішак · e7 білий король · a6 чорний слон · d6 чорний пішак · d5 білий ферзь · h5 білий слон · a4 чорний ферзь · b4 біла тура · c4 чорний пішак · f4 білий кінь · g4 чорний кінь · a3 чорна тура · e3 чорний король · f3 білий кінь · g3 білий слон · a2 чорна тура · b2 біла тура · c2 чорний пішак · a1 чорний кінь · g1 чорний слон | d7 чорний пішак · e7 білий король · a6 чорний слон · d6 чорний пішак · d5 білий ферзь · h5 білий слон · a4 чорний ферзь · b4 біла тура · c4 чорний пішак · f4 білий кінь · g4 чорний кінь · a3 чорна тура · e3 чорний король · f3 білий кінь · g3 білий слон · a2 чорна тура · b2 біла тура · c2 чорний пішак · a1 чорний кінь · g1 чорний слон | d7 чорний пішак · e7 білий король · a6 чорний слон · d6 чорний пішак · d5 білий ферзь · h5 білий слон · a4 чорний ферзь · b4 біла тура · c4 чорний пішак · f4 білий кінь · g4 чорний кінь · a3 чорна тура · e3 чорний король · f3 білий кінь · g3 білий слон · a2 чорна тура · b2 біла тура · c2 чорний пішак · a1 чорний кінь · g1 чорний слон | d7 чорний пішак · e7 білий король · a6 чорний слон · d6 чорний пішак · d5 білий ферзь · h5 білий слон · a4 чорний ферзь · b4 біла тура · c4 чорний пішак · f4 білий кінь · g4 чорний кінь · a3 чорна тура · e3 чорний король · f3 білий кінь · g3 білий слон · a2 чорна тура · b2 біла тура · c2 чорний пішак · a1 чорний кінь · g1 чорний слон | 3 |
| 2 | d7 чорний пішак · e7 білий король · a6 чорний слон · d6 чорний пішак · d5 білий ферзь · h5 білий слон · a4 чорний ферзь · b4 біла тура · c4 чорний пішак · f4 білий кінь · g4 чорний кінь · a3 чорна тура · e3 чорний король · f3 білий кінь · g3 білий слон · a2 чорна тура · b2 біла тура · c2 чорний пішак · a1 чорний кінь · g1 чорний слон | d7 чорний пішак · e7 білий король · a6 чорний слон · d6 чорний пішак · d5 білий ферзь · h5 білий слон · a4 чорний ферзь · b4 біла тура · c4 чорний пішак · f4 білий кінь · g4 чорний кінь · a3 чорна тура · e3 чорний король · f3 білий кінь · g3 білий слон · a2 чорна тура · b2 біла тура · c2 чорний пішак · a1 чорний кінь · g1 чорний слон | d7 чорний пішак · e7 білий король · a6 чорний слон · d6 чорний пішак · d5 білий ферзь · h5 білий слон · a4 чорний ферзь · b4 біла тура · c4 чорний пішак · f4 білий кінь · g4 чорний кінь · a3 чорна тура · e3 чорний король · f3 білий кінь · g3 білий слон · a2 чорна тура · b2 біла тура · c2 чорний пішак · a1 чорний кінь · g1 чорний слон | d7 чорний пішак · e7 білий король · a6 чорний слон · d6 чорний пішак · d5 білий ферзь · h5 білий слон · a4 чорний ферзь · b4 біла тура · c4 чорний пішак · f4 білий кінь · g4 чорний кінь · a3 чорна тура · e3 чорний король · f3 білий кінь · g3 білий слон · a2 чорна тура · b2 біла тура · c2 чорний пішак · a1 чорний кінь · g1 чорний слон | d7 чорний пішак · e7 білий король · a6 чорний слон · d6 чорний пішак · d5 білий ферзь · h5 білий слон · a4 чорний ферзь · b4 біла тура · c4 чорний пішак · f4 білий кінь · g4 чорний кінь · a3 чорна тура · e3 чорний король · f3 білий кінь · g3 білий слон · a2 чорна тура · b2 біла тура · c2 чорний пішак · a1 чорний кінь · g1 чорний слон | d7 чорний пішак · e7 білий король · a6 чорний слон · d6 чорний пішак · d5 білий ферзь · h5 білий слон · a4 чорний ферзь · b4 біла тура · c4 чорний пішак · f4 білий кінь · g4 чорний кінь · a3 чорна тура · e3 чорний король · f3 білий кінь · g3 білий слон · a2 чорна тура · b2 біла тура · c2 чорний пішак · a1 чорний кінь · g1 чорний слон | d7 чорний пішак · e7 білий король · a6 чорний слон · d6 чорний пішак · d5 білий ферзь · h5 білий слон · a4 чорний ферзь · b4 біла тура · c4 чорний пішак · f4 білий кінь · g4 чорний кінь · a3 чорна тура · e3 чорний король · f3 білий кінь · g3 білий слон · a2 чорна тура · b2 біла тура · c2 чорний пішак · a1 чорний кінь · g1 чорний слон | d7 чорний пішак · e7 білий король · a6 чорний слон · d6 чорний пішак · d5 білий ферзь · h5 білий слон · a4 чорний ферзь · b4 біла тура · c4 чорний пішак · f4 білий кінь · g4 чорний кінь · a3 чорна тура · e3 чорний король · f3 білий кінь · g3 білий слон · a2 чорна тура · b2 біла тура · c2 чорний пішак · a1 чорний кінь · g1 чорний слон | 2 |
| 1 | d7 чорний пішак · e7 білий король · a6 чорний слон · d6 чорний пішак · d5 білий ферзь · h5 білий слон · a4 чорний ферзь · b4 біла тура · c4 чорний пішак · f4 білий кінь · g4 чорний кінь · a3 чорна тура · e3 чорний король · f3 білий кінь · g3 білий слон · a2 чорна тура · b2 біла тура · c2 чорний пішак · a1 чорний кінь · g1 чорний слон | d7 чорний пішак · e7 білий король · a6 чорний слон · d6 чорний пішак · d5 білий ферзь · h5 білий слон · a4 чорний ферзь · b4 біла тура · c4 чорний пішак · f4 білий кінь · g4 чорний кінь · a3 чорна тура · e3 чорний король · f3 білий кінь · g3 білий слон · a2 чорна тура · b2 біла тура · c2 чорний пішак · a1 чорний кінь · g1 чорний слон | d7 чорний пішак · e7 білий король · a6 чорний слон · d6 чорний пішак · d5 білий ферзь · h5 білий слон · a4 чорний ферзь · b4 біла тура · c4 чорний пішак · f4 білий кінь · g4 чорний кінь · a3 чорна тура · e3 чорний король · f3 білий кінь · g3 білий слон · a2 чорна тура · b2 біла тура · c2 чорний пішак · a1 чорний кінь · g1 чорний слон | d7 чорний пішак · e7 білий король · a6 чорний слон · d6 чорний пішак · d5 білий ферзь · h5 білий слон · a4 чорний ферзь · b4 біла тура · c4 чорний пішак · f4 білий кінь · g4 чорний кінь · a3 чорна тура · e3 чорний король · f3 білий кінь · g3 білий слон · a2 чорна тура · b2 біла тура · c2 чорний пішак · a1 чорний кінь · g1 чорний слон | d7 чорний пішак · e7 білий король · a6 чорний слон · d6 чорний пішак · d5 білий ферзь · h5 білий слон · a4 чорний ферзь · b4 біла тура · c4 чорний пішак · f4 білий кінь · g4 чорний кінь · a3 чорна тура · e3 чорний король · f3 білий кінь · g3 білий слон · a2 чорна тура · b2 біла тура · c2 чорний пішак · a1 чорний кінь · g1 чорний слон | d7 чорний пішак · e7 білий король · a6 чорний слон · d6 чорний пішак · d5 білий ферзь · h5 білий слон · a4 чорний ферзь · b4 біла тура · c4 чорний пішак · f4 білий кінь · g4 чорний кінь · a3 чорна тура · e3 чорний король · f3 білий кінь · g3 білий слон · a2 чорна тура · b2 біла тура · c2 чорний пішак · a1 чорний кінь · g1 чорний слон | d7 чорний пішак · e7 білий король · a6 чорний слон · d6 чорний пішак · d5 білий ферзь · h5 білий слон · a4 чорний ферзь · b4 біла тура · c4 чорний пішак · f4 білий кінь · g4 чорний кінь · a3 чорна тура · e3 чорний король · f3 білий кінь · g3 білий слон · a2 чорна тура · b2 біла тура · c2 чорний пішак · a1 чорний кінь · g1 чорний слон | d7 чорний пішак · e7 білий король · a6 чорний слон · d6 чорний пішак · d5 білий ферзь · h5 білий слон · a4 чорний ферзь · b4 біла тура · c4 чорний пішак · f4 білий кінь · g4 чорний кінь · a3 чорна тура · e3 чорний король · f3 білий кінь · g3 білий слон · a2 чорна тура · b2 біла тура · c2 чорний пішак · a1 чорний кінь · g1 чорний слон | 1 |
|   | a | b | c | d | e | f | g | h |   |

1. ... c3   2. De4#  A
1. ... Sh2 2. Dd4#  B
1. ... c1D 2. Sg2#  C
 1. Sd2! ~ 2. Sf1#
1. ... c3   2. Dd4#  B
1. ... Sh2 2. Sg2#  C
1. ... c1D 2. De4#  A
Перша задача, в якій виражена тема Лачного. 
|   | a | b | c | d | e | f | g | h |   |
| 8 | h8 білий ферзь · c7 чорний ферзь · d7 біла тура · c6 чорна тура · d6 чорний кінь · e6 білий пішак · c5 білий слон · f5 чорний пішак · a4 білий слон · b4 білий пішак · c4 чорний король · d4 білий кінь · e4 чорний пішак · g4 білий кінь · c3 чорний пішак · e3 чорний пішак · f3 чорний пішак · c2 чорна тура · d2 чорний кінь · c1 чорний слон · d1 біла тура · h1 білий король | h8 білий ферзь · c7 чорний ферзь · d7 біла тура · c6 чорна тура · d6 чорний кінь · e6 білий пішак · c5 білий слон · f5 чорний пішак · a4 білий слон · b4 білий пішак · c4 чорний король · d4 білий кінь · e4 чорний пішак · g4 білий кінь · c3 чорний пішак · e3 чорний пішак · f3 чорний пішак · c2 чорна тура · d2 чорний кінь · c1 чорний слон · d1 біла тура · h1 білий король | h8 білий ферзь · c7 чорний ферзь · d7 біла тура · c6 чорна тура · d6 чорний кінь · e6 білий пішак · c5 білий слон · f5 чорний пішак · a4 білий слон · b4 білий пішак · c4 чорний король · d4 білий кінь · e4 чорний пішак · g4 білий кінь · c3 чорний пішак · e3 чорний пішак · f3 чорний пішак · c2 чорна тура · d2 чорний кінь · c1 чорний слон · d1 біла тура · h1 білий король | h8 білий ферзь · c7 чорний ферзь · d7 біла тура · c6 чорна тура · d6 чорний кінь · e6 білий пішак · c5 білий слон · f5 чорний пішак · a4 білий слон · b4 білий пішак · c4 чорний король · d4 білий кінь · e4 чорний пішак · g4 білий кінь · c3 чорний пішак · e3 чорний пішак · f3 чорний пішак · c2 чорна тура · d2 чорний кінь · c1 чорний слон · d1 біла тура · h1 білий король | h8 білий ферзь · c7 чорний ферзь · d7 біла тура · c6 чорна тура · d6 чорний кінь · e6 білий пішак · c5 білий слон · f5 чорний пішак · a4 білий слон · b4 білий пішак · c4 чорний король · d4 білий кінь · e4 чорний пішак · g4 білий кінь · c3 чорний пішак · e3 чорний пішак · f3 чорний пішак · c2 чорна тура · d2 чорний кінь · c1 чорний слон · d1 біла тура · h1 білий король | h8 білий ферзь · c7 чорний ферзь · d7 біла тура · c6 чорна тура · d6 чорний кінь · e6 білий пішак · c5 білий слон · f5 чорний пішак · a4 білий слон · b4 білий пішак · c4 чорний король · d4 білий кінь · e4 чорний пішак · g4 білий кінь · c3 чорний пішак · e3 чорний пішак · f3 чорний пішак · c2 чорна тура · d2 чорний кінь · c1 чорний слон · d1 біла тура · h1 білий король | h8 білий ферзь · c7 чорний ферзь · d7 біла тура · c6 чорна тура · d6 чорний кінь · e6 білий пішак · c5 білий слон · f5 чорний пішак · a4 білий слон · b4 білий пішак · c4 чорний король · d4 білий кінь · e4 чорний пішак · g4 білий кінь · c3 чорний пішак · e3 чорний пішак · f3 чорний пішак · c2 чорна тура · d2 чорний кінь · c1 чорний слон · d1 біла тура · h1 білий король | h8 білий ферзь · c7 чорний ферзь · d7 біла тура · c6 чорна тура · d6 чорний кінь · e6 білий пішак · c5 білий слон · f5 чорний пішак · a4 білий слон · b4 білий пішак · c4 чорний король · d4 білий кінь · e4 чорний пішак · g4 білий кінь · c3 чорний пішак · e3 чорний пішак · f3 чорний пішак · c2 чорна тура · d2 чорний кінь · c1 чорний слон · d1 біла тура · h1 білий король | 8 |
| 7 | h8 білий ферзь · c7 чорний ферзь · d7 біла тура · c6 чорна тура · d6 чорний кінь · e6 білий пішак · c5 білий слон · f5 чорний пішак · a4 білий слон · b4 білий пішак · c4 чорний король · d4 білий кінь · e4 чорний пішак · g4 білий кінь · c3 чорний пішак · e3 чорний пішак · f3 чорний пішак · c2 чорна тура · d2 чорний кінь · c1 чорний слон · d1 біла тура · h1 білий король | h8 білий ферзь · c7 чорний ферзь · d7 біла тура · c6 чорна тура · d6 чорний кінь · e6 білий пішак · c5 білий слон · f5 чорний пішак · a4 білий слон · b4 білий пішак · c4 чорний король · d4 білий кінь · e4 чорний пішак · g4 білий кінь · c3 чорний пішак · e3 чорний пішак · f3 чорний пішак · c2 чорна тура · d2 чорний кінь · c1 чорний слон · d1 біла тура · h1 білий король | h8 білий ферзь · c7 чорний ферзь · d7 біла тура · c6 чорна тура · d6 чорний кінь · e6 білий пішак · c5 білий слон · f5 чорний пішак · a4 білий слон · b4 білий пішак · c4 чорний король · d4 білий кінь · e4 чорний пішак · g4 білий кінь · c3 чорний пішак · e3 чорний пішак · f3 чорний пішак · c2 чорна тура · d2 чорний кінь · c1 чорний слон · d1 біла тура · h1 білий король | h8 білий ферзь · c7 чорний ферзь · d7 біла тура · c6 чорна тура · d6 чорний кінь · e6 білий пішак · c5 білий слон · f5 чорний пішак · a4 білий слон · b4 білий пішак · c4 чорний король · d4 білий кінь · e4 чорний пішак · g4 білий кінь · c3 чорний пішак · e3 чорний пішак · f3 чорний пішак · c2 чорна тура · d2 чорний кінь · c1 чорний слон · d1 біла тура · h1 білий король | h8 білий ферзь · c7 чорний ферзь · d7 біла тура · c6 чорна тура · d6 чорний кінь · e6 білий пішак · c5 білий слон · f5 чорний пішак · a4 білий слон · b4 білий пішак · c4 чорний король · d4 білий кінь · e4 чорний пішак · g4 білий кінь · c3 чорний пішак · e3 чорний пішак · f3 чорний пішак · c2 чорна тура · d2 чорний кінь · c1 чорний слон · d1 біла тура · h1 білий король | h8 білий ферзь · c7 чорний ферзь · d7 біла тура · c6 чорна тура · d6 чорний кінь · e6 білий пішак · c5 білий слон · f5 чорний пішак · a4 білий слон · b4 білий пішак · c4 чорний король · d4 білий кінь · e4 чорний пішак · g4 білий кінь · c3 чорний пішак · e3 чорний пішак · f3 чорний пішак · c2 чорна тура · d2 чорний кінь · c1 чорний слон · d1 біла тура · h1 білий король | h8 білий ферзь · c7 чорний ферзь · d7 біла тура · c6 чорна тура · d6 чорний кінь · e6 білий пішак · c5 білий слон · f5 чорний пішак · a4 білий слон · b4 білий пішак · c4 чорний король · d4 білий кінь · e4 чорний пішак · g4 білий кінь · c3 чорний пішак · e3 чорний пішак · f3 чорний пішак · c2 чорна тура · d2 чорний кінь · c1 чорний слон · d1 біла тура · h1 білий король | h8 білий ферзь · c7 чорний ферзь · d7 біла тура · c6 чорна тура · d6 чорний кінь · e6 білий пішак · c5 білий слон · f5 чорний пішак · a4 білий слон · b4 білий пішак · c4 чорний король · d4 білий кінь · e4 чорний пішак · g4 білий кінь · c3 чорний пішак · e3 чорний пішак · f3 чорний пішак · c2 чорна тура · d2 чорний кінь · c1 чорний слон · d1 біла тура · h1 білий король | 7 |
| 6 | h8 білий ферзь · c7 чорний ферзь · d7 біла тура · c6 чорна тура · d6 чорний кінь · e6 білий пішак · c5 білий слон · f5 чорний пішак · a4 білий слон · b4 білий пішак · c4 чорний король · d4 білий кінь · e4 чорний пішак · g4 білий кінь · c3 чорний пішак · e3 чорний пішак · f3 чорний пішак · c2 чорна тура · d2 чорний кінь · c1 чорний слон · d1 біла тура · h1 білий король | h8 білий ферзь · c7 чорний ферзь · d7 біла тура · c6 чорна тура · d6 чорний кінь · e6 білий пішак · c5 білий слон · f5 чорний пішак · a4 білий слон · b4 білий пішак · c4 чорний король · d4 білий кінь · e4 чорний пішак · g4 білий кінь · c3 чорний пішак · e3 чорний пішак · f3 чорний пішак · c2 чорна тура · d2 чорний кінь · c1 чорний слон · d1 біла тура · h1 білий король | h8 білий ферзь · c7 чорний ферзь · d7 біла тура · c6 чорна тура · d6 чорний кінь · e6 білий пішак · c5 білий слон · f5 чорний пішак · a4 білий слон · b4 білий пішак · c4 чорний король · d4 білий кінь · e4 чорний пішак · g4 білий кінь · c3 чорний пішак · e3 чорний пішак · f3 чорний пішак · c2 чорна тура · d2 чорний кінь · c1 чорний слон · d1 біла тура · h1 білий король | h8 білий ферзь · c7 чорний ферзь · d7 біла тура · c6 чорна тура · d6 чорний кінь · e6 білий пішак · c5 білий слон · f5 чорний пішак · a4 білий слон · b4 білий пішак · c4 чорний король · d4 білий кінь · e4 чорний пішак · g4 білий кінь · c3 чорний пішак · e3 чорний пішак · f3 чорний пішак · c2 чорна тура · d2 чорний кінь · c1 чорний слон · d1 біла тура · h1 білий король | h8 білий ферзь · c7 чорний ферзь · d7 біла тура · c6 чорна тура · d6 чорний кінь · e6 білий пішак · c5 білий слон · f5 чорний пішак · a4 білий слон · b4 білий пішак · c4 чорний король · d4 білий кінь · e4 чорний пішак · g4 білий кінь · c3 чорний пішак · e3 чорний пішак · f3 чорний пішак · c2 чорна тура · d2 чорний кінь · c1 чорний слон · d1 біла тура · h1 білий король | h8 білий ферзь · c7 чорний ферзь · d7 біла тура · c6 чорна тура · d6 чорний кінь · e6 білий пішак · c5 білий слон · f5 чорний пішак · a4 білий слон · b4 білий пішак · c4 чорний король · d4 білий кінь · e4 чорний пішак · g4 білий кінь · c3 чорний пішак · e3 чорний пішак · f3 чорний пішак · c2 чорна тура · d2 чорний кінь · c1 чорний слон · d1 біла тура · h1 білий король | h8 білий ферзь · c7 чорний ферзь · d7 біла тура · c6 чорна тура · d6 чорний кінь · e6 білий пішак · c5 білий слон · f5 чорний пішак · a4 білий слон · b4 білий пішак · c4 чорний король · d4 білий кінь · e4 чорний пішак · g4 білий кінь · c3 чорний пішак · e3 чорний пішак · f3 чорний пішак · c2 чорна тура · d2 чорний кінь · c1 чорний слон · d1 біла тура · h1 білий король | h8 білий ферзь · c7 чорний ферзь · d7 біла тура · c6 чорна тура · d6 чорний кінь · e6 білий пішак · c5 білий слон · f5 чорний пішак · a4 білий слон · b4 білий пішак · c4 чорний король · d4 білий кінь · e4 чорний пішак · g4 білий кінь · c3 чорний пішак · e3 чорний пішак · f3 чорний пішак · c2 чорна тура · d2 чорний кінь · c1 чорний слон · d1 біла тура · h1 білий король | 6 |
| 5 | h8 білий ферзь · c7 чорний ферзь · d7 біла тура · c6 чорна тура · d6 чорний кінь · e6 білий пішак · c5 білий слон · f5 чорний пішак · a4 білий слон · b4 білий пішак · c4 чорний король · d4 білий кінь · e4 чорний пішак · g4 білий кінь · c3 чорний пішак · e3 чорний пішак · f3 чорний пішак · c2 чорна тура · d2 чорний кінь · c1 чорний слон · d1 біла тура · h1 білий король | h8 білий ферзь · c7 чорний ферзь · d7 біла тура · c6 чорна тура · d6 чорний кінь · e6 білий пішак · c5 білий слон · f5 чорний пішак · a4 білий слон · b4 білий пішак · c4 чорний король · d4 білий кінь · e4 чорний пішак · g4 білий кінь · c3 чорний пішак · e3 чорний пішак · f3 чорний пішак · c2 чорна тура · d2 чорний кінь · c1 чорний слон · d1 біла тура · h1 білий король | h8 білий ферзь · c7 чорний ферзь · d7 біла тура · c6 чорна тура · d6 чорний кінь · e6 білий пішак · c5 білий слон · f5 чорний пішак · a4 білий слон · b4 білий пішак · c4 чорний король · d4 білий кінь · e4 чорний пішак · g4 білий кінь · c3 чорний пішак · e3 чорний пішак · f3 чорний пішак · c2 чорна тура · d2 чорний кінь · c1 чорний слон · d1 біла тура · h1 білий король | h8 білий ферзь · c7 чорний ферзь · d7 біла тура · c6 чорна тура · d6 чорний кінь · e6 білий пішак · c5 білий слон · f5 чорний пішак · a4 білий слон · b4 білий пішак · c4 чорний король · d4 білий кінь · e4 чорний пішак · g4 білий кінь · c3 чорний пішак · e3 чорний пішак · f3 чорний пішак · c2 чорна тура · d2 чорний кінь · c1 чорний слон · d1 біла тура · h1 білий король | h8 білий ферзь · c7 чорний ферзь · d7 біла тура · c6 чорна тура · d6 чорний кінь · e6 білий пішак · c5 білий слон · f5 чорний пішак · a4 білий слон · b4 білий пішак · c4 чорний король · d4 білий кінь · e4 чорний пішак · g4 білий кінь · c3 чорний пішак · e3 чорний пішак · f3 чорний пішак · c2 чорна тура · d2 чорний кінь · c1 чорний слон · d1 біла тура · h1 білий король | h8 білий ферзь · c7 чорний ферзь · d7 біла тура · c6 чорна тура · d6 чорний кінь · e6 білий пішак · c5 білий слон · f5 чорний пішак · a4 білий слон · b4 білий пішак · c4 чорний король · d4 білий кінь · e4 чорний пішак · g4 білий кінь · c3 чорний пішак · e3 чорний пішак · f3 чорний пішак · c2 чорна тура · d2 чорний кінь · c1 чорний слон · d1 біла тура · h1 білий король | h8 білий ферзь · c7 чорний ферзь · d7 біла тура · c6 чорна тура · d6 чорний кінь · e6 білий пішак · c5 білий слон · f5 чорний пішак · a4 білий слон · b4 білий пішак · c4 чорний король · d4 білий кінь · e4 чорний пішак · g4 білий кінь · c3 чорний пішак · e3 чорний пішак · f3 чорний пішак · c2 чорна тура · d2 чорний кінь · c1 чорний слон · d1 біла тура · h1 білий король | h8 білий ферзь · c7 чорний ферзь · d7 біла тура · c6 чорна тура · d6 чорний кінь · e6 білий пішак · c5 білий слон · f5 чорний пішак · a4 білий слон · b4 білий пішак · c4 чорний король · d4 білий кінь · e4 чорний пішак · g4 білий кінь · c3 чорний пішак · e3 чорний пішак · f3 чорний пішак · c2 чорна тура · d2 чорний кінь · c1 чорний слон · d1 біла тура · h1 білий король | 5 |
| 4 | h8 білий ферзь · c7 чорний ферзь · d7 біла тура · c6 чорна тура · d6 чорний кінь · e6 білий пішак · c5 білий слон · f5 чорний пішак · a4 білий слон · b4 білий пішак · c4 чорний король · d4 білий кінь · e4 чорний пішак · g4 білий кінь · c3 чорний пішак · e3 чорний пішак · f3 чорний пішак · c2 чорна тура · d2 чорний кінь · c1 чорний слон · d1 біла тура · h1 білий король | h8 білий ферзь · c7 чорний ферзь · d7 біла тура · c6 чорна тура · d6 чорний кінь · e6 білий пішак · c5 білий слон · f5 чорний пішак · a4 білий слон · b4 білий пішак · c4 чорний король · d4 білий кінь · e4 чорний пішак · g4 білий кінь · c3 чорний пішак · e3 чорний пішак · f3 чорний пішак · c2 чорна тура · d2 чорний кінь · c1 чорний слон · d1 біла тура · h1 білий король | h8 білий ферзь · c7 чорний ферзь · d7 біла тура · c6 чорна тура · d6 чорний кінь · e6 білий пішак · c5 білий слон · f5 чорний пішак · a4 білий слон · b4 білий пішак · c4 чорний король · d4 білий кінь · e4 чорний пішак · g4 білий кінь · c3 чорний пішак · e3 чорний пішак · f3 чорний пішак · c2 чорна тура · d2 чорний кінь · c1 чорний слон · d1 біла тура · h1 білий король | h8 білий ферзь · c7 чорний ферзь · d7 біла тура · c6 чорна тура · d6 чорний кінь · e6 білий пішак · c5 білий слон · f5 чорний пішак · a4 білий слон · b4 білий пішак · c4 чорний король · d4 білий кінь · e4 чорний пішак · g4 білий кінь · c3 чорний пішак · e3 чорний пішак · f3 чорний пішак · c2 чорна тура · d2 чорний кінь · c1 чорний слон · d1 біла тура · h1 білий король | h8 білий ферзь · c7 чорний ферзь · d7 біла тура · c6 чорна тура · d6 чорний кінь · e6 білий пішак · c5 білий слон · f5 чорний пішак · a4 білий слон · b4 білий пішак · c4 чорний король · d4 білий кінь · e4 чорний пішак · g4 білий кінь · c3 чорний пішак · e3 чорний пішак · f3 чорний пішак · c2 чорна тура · d2 чорний кінь · c1 чорний слон · d1 біла тура · h1 білий король | h8 білий ферзь · c7 чорний ферзь · d7 біла тура · c6 чорна тура · d6 чорний кінь · e6 білий пішак · c5 білий слон · f5 чорний пішак · a4 білий слон · b4 білий пішак · c4 чорний король · d4 білий кінь · e4 чорний пішак · g4 білий кінь · c3 чорний пішак · e3 чорний пішак · f3 чорний пішак · c2 чорна тура · d2 чорний кінь · c1 чорний слон · d1 біла тура · h1 білий король | h8 білий ферзь · c7 чорний ферзь · d7 біла тура · c6 чорна тура · d6 чорний кінь · e6 білий пішак · c5 білий слон · f5 чорний пішак · a4 білий слон · b4 білий пішак · c4 чорний король · d4 білий кінь · e4 чорний пішак · g4 білий кінь · c3 чорний пішак · e3 чорний пішак · f3 чорний пішак · c2 чорна тура · d2 чорний кінь · c1 чорний слон · d1 біла тура · h1 білий король | h8 білий ферзь · c7 чорний ферзь · d7 біла тура · c6 чорна тура · d6 чорний кінь · e6 білий пішак · c5 білий слон · f5 чорний пішак · a4 білий слон · b4 білий пішак · c4 чорний король · d4 білий кінь · e4 чорний пішак · g4 білий кінь · c3 чорний пішак · e3 чорний пішак · f3 чорний пішак · c2 чорна тура · d2 чорний кінь · c1 чорний слон · d1 біла тура · h1 білий король | 4 |
| 3 | h8 білий ферзь · c7 чорний ферзь · d7 біла тура · c6 чорна тура · d6 чорний кінь · e6 білий пішак · c5 білий слон · f5 чорний пішак · a4 білий слон · b4 білий пішак · c4 чорний король · d4 білий кінь · e4 чорний пішак · g4 білий кінь · c3 чорний пішак · e3 чорний пішак · f3 чорний пішак · c2 чорна тура · d2 чорний кінь · c1 чорний слон · d1 біла тура · h1 білий король | h8 білий ферзь · c7 чорний ферзь · d7 біла тура · c6 чорна тура · d6 чорний кінь · e6 білий пішак · c5 білий слон · f5 чорний пішак · a4 білий слон · b4 білий пішак · c4 чорний король · d4 білий кінь · e4 чорний пішак · g4 білий кінь · c3 чорний пішак · e3 чорний пішак · f3 чорний пішак · c2 чорна тура · d2 чорний кінь · c1 чорний слон · d1 біла тура · h1 білий король | h8 білий ферзь · c7 чорний ферзь · d7 біла тура · c6 чорна тура · d6 чорний кінь · e6 білий пішак · c5 білий слон · f5 чорний пішак · a4 білий слон · b4 білий пішак · c4 чорний король · d4 білий кінь · e4 чорний пішак · g4 білий кінь · c3 чорний пішак · e3 чорний пішак · f3 чорний пішак · c2 чорна тура · d2 чорний кінь · c1 чорний слон · d1 біла тура · h1 білий король | h8 білий ферзь · c7 чорний ферзь · d7 біла тура · c6 чорна тура · d6 чорний кінь · e6 білий пішак · c5 білий слон · f5 чорний пішак · a4 білий слон · b4 білий пішак · c4 чорний король · d4 білий кінь · e4 чорний пішак · g4 білий кінь · c3 чорний пішак · e3 чорний пішак · f3 чорний пішак · c2 чорна тура · d2 чорний кінь · c1 чорний слон · d1 біла тура · h1 білий король | h8 білий ферзь · c7 чорний ферзь · d7 біла тура · c6 чорна тура · d6 чорний кінь · e6 білий пішак · c5 білий слон · f5 чорний пішак · a4 білий слон · b4 білий пішак · c4 чорний король · d4 білий кінь · e4 чорний пішак · g4 білий кінь · c3 чорний пішак · e3 чорний пішак · f3 чорний пішак · c2 чорна тура · d2 чорний кінь · c1 чорний слон · d1 біла тура · h1 білий король | h8 білий ферзь · c7 чорний ферзь · d7 біла тура · c6 чорна тура · d6 чорний кінь · e6 білий пішак · c5 білий слон · f5 чорний пішак · a4 білий слон · b4 білий пішак · c4 чорний король · d4 білий кінь · e4 чорний пішак · g4 білий кінь · c3 чорний пішак · e3 чорний пішак · f3 чорний пішак · c2 чорна тура · d2 чорний кінь · c1 чорний слон · d1 біла тура · h1 білий король | h8 білий ферзь · c7 чорний ферзь · d7 біла тура · c6 чорна тура · d6 чорний кінь · e6 білий пішак · c5 білий слон · f5 чорний пішак · a4 білий слон · b4 білий пішак · c4 чорний король · d4 білий кінь · e4 чорний пішак · g4 білий кінь · c3 чорний пішак · e3 чорний пішак · f3 чорний пішак · c2 чорна тура · d2 чорний кінь · c1 чорний слон · d1 біла тура · h1 білий король | h8 білий ферзь · c7 чорний ферзь · d7 біла тура · c6 чорна тура · d6 чорний кінь · e6 білий пішак · c5 білий слон · f5 чорний пішак · a4 білий слон · b4 білий пішак · c4 чорний король · d4 білий кінь · e4 чорний пішак · g4 білий кінь · c3 чорний пішак · e3 чорний пішак · f3 чорний пішак · c2 чорна тура · d2 чорний кінь · c1 чорний слон · d1 біла тура · h1 білий король | 3 |
| 2 | h8 білий ферзь · c7 чорний ферзь · d7 біла тура · c6 чорна тура · d6 чорний кінь · e6 білий пішак · c5 білий слон · f5 чорний пішак · a4 білий слон · b4 білий пішак · c4 чорний король · d4 білий кінь · e4 чорний пішак · g4 білий кінь · c3 чорний пішак · e3 чорний пішак · f3 чорний пішак · c2 чорна тура · d2 чорний кінь · c1 чорний слон · d1 біла тура · h1 білий король | h8 білий ферзь · c7 чорний ферзь · d7 біла тура · c6 чорна тура · d6 чорний кінь · e6 білий пішак · c5 білий слон · f5 чорний пішак · a4 білий слон · b4 білий пішак · c4 чорний король · d4 білий кінь · e4 чорний пішак · g4 білий кінь · c3 чорний пішак · e3 чорний пішак · f3 чорний пішак · c2 чорна тура · d2 чорний кінь · c1 чорний слон · d1 біла тура · h1 білий король | h8 білий ферзь · c7 чорний ферзь · d7 біла тура · c6 чорна тура · d6 чорний кінь · e6 білий пішак · c5 білий слон · f5 чорний пішак · a4 білий слон · b4 білий пішак · c4 чорний король · d4 білий кінь · e4 чорний пішак · g4 білий кінь · c3 чорний пішак · e3 чорний пішак · f3 чорний пішак · c2 чорна тура · d2 чорний кінь · c1 чорний слон · d1 біла тура · h1 білий король | h8 білий ферзь · c7 чорний ферзь · d7 біла тура · c6 чорна тура · d6 чорний кінь · e6 білий пішак · c5 білий слон · f5 чорний пішак · a4 білий слон · b4 білий пішак · c4 чорний король · d4 білий кінь · e4 чорний пішак · g4 білий кінь · c3 чорний пішак · e3 чорний пішак · f3 чорний пішак · c2 чорна тура · d2 чорний кінь · c1 чорний слон · d1 біла тура · h1 білий король | h8 білий ферзь · c7 чорний ферзь · d7 біла тура · c6 чорна тура · d6 чорний кінь · e6 білий пішак · c5 білий слон · f5 чорний пішак · a4 білий слон · b4 білий пішак · c4 чорний король · d4 білий кінь · e4 чорний пішак · g4 білий кінь · c3 чорний пішак · e3 чорний пішак · f3 чорний пішак · c2 чорна тура · d2 чорний кінь · c1 чорний слон · d1 біла тура · h1 білий король | h8 білий ферзь · c7 чорний ферзь · d7 біла тура · c6 чорна тура · d6 чорний кінь · e6 білий пішак · c5 білий слон · f5 чорний пішак · a4 білий слон · b4 білий пішак · c4 чорний король · d4 білий кінь · e4 чорний пішак · g4 білий кінь · c3 чорний пішак · e3 чорний пішак · f3 чорний пішак · c2 чорна тура · d2 чорний кінь · c1 чорний слон · d1 біла тура · h1 білий король | h8 білий ферзь · c7 чорний ферзь · d7 біла тура · c6 чорна тура · d6 чорний кінь · e6 білий пішак · c5 білий слон · f5 чорний пішак · a4 білий слон · b4 білий пішак · c4 чорний король · d4 білий кінь · e4 чорний пішак · g4 білий кінь · c3 чорний пішак · e3 чорний пішак · f3 чорний пішак · c2 чорна тура · d2 чорний кінь · c1 чорний слон · d1 біла тура · h1 білий король | h8 білий ферзь · c7 чорний ферзь · d7 біла тура · c6 чорна тура · d6 чорний кінь · e6 білий пішак · c5 білий слон · f5 чорний пішак · a4 білий слон · b4 білий пішак · c4 чорний король · d4 білий кінь · e4 чорний пішак · g4 білий кінь · c3 чорний пішак · e3 чорний пішак · f3 чорний пішак · c2 чорна тура · d2 чорний кінь · c1 чорний слон · d1 біла тура · h1 білий король | 2 |
| 1 | h8 білий ферзь · c7 чорний ферзь · d7 біла тура · c6 чорна тура · d6 чорний кінь · e6 білий пішак · c5 білий слон · f5 чорний пішак · a4 білий слон · b4 білий пішак · c4 чорний король · d4 білий кінь · e4 чорний пішак · g4 білий кінь · c3 чорний пішак · e3 чорний пішак · f3 чорний пішак · c2 чорна тура · d2 чорний кінь · c1 чорний слон · d1 біла тура · h1 білий король | h8 білий ферзь · c7 чорний ферзь · d7 біла тура · c6 чорна тура · d6 чорний кінь · e6 білий пішак · c5 білий слон · f5 чорний пішак · a4 білий слон · b4 білий пішак · c4 чорний король · d4 білий кінь · e4 чорний пішак · g4 білий кінь · c3 чорний пішак · e3 чорний пішак · f3 чорний пішак · c2 чорна тура · d2 чорний кінь · c1 чорний слон · d1 біла тура · h1 білий король | h8 білий ферзь · c7 чорний ферзь · d7 біла тура · c6 чорна тура · d6 чорний кінь · e6 білий пішак · c5 білий слон · f5 чорний пішак · a4 білий слон · b4 білий пішак · c4 чорний король · d4 білий кінь · e4 чорний пішак · g4 білий кінь · c3 чорний пішак · e3 чорний пішак · f3 чорний пішак · c2 чорна тура · d2 чорний кінь · c1 чорний слон · d1 біла тура · h1 білий король | h8 білий ферзь · c7 чорний ферзь · d7 біла тура · c6 чорна тура · d6 чорний кінь · e6 білий пішак · c5 білий слон · f5 чорний пішак · a4 білий слон · b4 білий пішак · c4 чорний король · d4 білий кінь · e4 чорний пішак · g4 білий кінь · c3 чорний пішак · e3 чорний пішак · f3 чорний пішак · c2 чорна тура · d2 чорний кінь · c1 чорний слон · d1 біла тура · h1 білий король | h8 білий ферзь · c7 чорний ферзь · d7 біла тура · c6 чорна тура · d6 чорний кінь · e6 білий пішак · c5 білий слон · f5 чорний пішак · a4 білий слон · b4 білий пішак · c4 чорний король · d4 білий кінь · e4 чорний пішак · g4 білий кінь · c3 чорний пішак · e3 чорний пішак · f3 чорний пішак · c2 чорна тура · d2 чорний кінь · c1 чорний слон · d1 біла тура · h1 білий король | h8 білий ферзь · c7 чорний ферзь · d7 біла тура · c6 чорна тура · d6 чорний кінь · e6 білий пішак · c5 білий слон · f5 чорний пішак · a4 білий слон · b4 білий пішак · c4 чорний король · d4 білий кінь · e4 чорний пішак · g4 білий кінь · c3 чорний пішак · e3 чорний пішак · f3 чорний пішак · c2 чорна тура · d2 чорний кінь · c1 чорний слон · d1 біла тура · h1 білий король | h8 білий ферзь · c7 чорний ферзь · d7 біла тура · c6 чорна тура · d6 чорний кінь · e6 білий пішак · c5 білий слон · f5 чорний пішак · a4 білий слон · b4 білий пішак · c4 чорний король · d4 білий кінь · e4 чорний пішак · g4 білий кінь · c3 чорний пішак · e3 чорний пішак · f3 чорний пішак · c2 чорна тура · d2 чорний кінь · c1 чорний слон · d1 біла тура · h1 білий король | h8 білий ферзь · c7 чорний ферзь · d7 біла тура · c6 чорна тура · d6 чорний кінь · e6 білий пішак · c5 білий слон · f5 чорний пішак · a4 білий слон · b4 білий пішак · c4 чорний король · d4 білий кінь · e4 чорний пішак · g4 білий кінь · c3 чорний пішак · e3 чорний пішак · f3 чорний пішак · c2 чорна тура · d2 чорний кінь · c1 чорний слон · d1 біла тура · h1 білий король | 1 |
|   | a | b | c | d | e | f | g | h |   |

1. ... Kd5 a 2. Se3# A
1. ... Sb3 b 2. Lb3# B
1. ... Kd3 c 2. Se5# C
1. ... Ab5 d 2. Lb5# D
1. Se2! ~ 2. Dd4#
1. ... Kd5 a 2. Lb3# B
1. ... Sb3 b 2. Se5# C
1. ... Kd3 c 2. Lb5# D
1. ... Ab5 d 2. Se3# A
В цій задачі виражена тема Лачного в чотирьох варіантах.

## Трьохфазна форма («блакитна мрія»)
В колі шахових композиторів є термін — «блакитна мрія». Цей термін застосовується до задач на тему Лачного, виражену у трьох фазах. Рідко кому вдається втілити цей задум, тому і для багатьох він так і залишається недосяжною мрією, тобто «блакитною мрією».
Алгоритм трифазного вираження теми:
1. ... a 2. A # (... 3. #)
1. ... b 2. B # (... 3. #)
1. ... c 2. C # (... 3. #)
1. ?
1. ... a 2. B # (... 3. #)
1. ... b 2. C # (... 3. #)
1. ... c 2. A # (... 3. #), 1. ... !
1. !
1. ... a 2. C # (... 3. #)
1. ... b 2. A # (... 3. #)
1. ... c 2. B # (... 3. #)
|   | a | b | c | d | e | f | g | h |   |
| 8 | a8 чорний слон · c8 чорний кінь · g8 білий ферзь · c7 біла тура · a6 чорна тура · e6 білий пішак · f6 чорний пішак · g6 чорний пішак · a5 чорний пішак · c5 білий пішак · d5 білий кінь · e5 чорний король · f5 білий кінь · h5 чорна тура · c4 чорний пішак · e4 чорний пішак · h4 білий пішак · a3 білий король · e3 білий пішак · g3 чорний пішак · b2 біла тура · f2 чорний пішак · g2 чорний ферзь · a1 білий слон · d1 білий слон | a8 чорний слон · c8 чорний кінь · g8 білий ферзь · c7 біла тура · a6 чорна тура · e6 білий пішак · f6 чорний пішак · g6 чорний пішак · a5 чорний пішак · c5 білий пішак · d5 білий кінь · e5 чорний король · f5 білий кінь · h5 чорна тура · c4 чорний пішак · e4 чорний пішак · h4 білий пішак · a3 білий король · e3 білий пішак · g3 чорний пішак · b2 біла тура · f2 чорний пішак · g2 чорний ферзь · a1 білий слон · d1 білий слон | a8 чорний слон · c8 чорний кінь · g8 білий ферзь · c7 біла тура · a6 чорна тура · e6 білий пішак · f6 чорний пішак · g6 чорний пішак · a5 чорний пішак · c5 білий пішак · d5 білий кінь · e5 чорний король · f5 білий кінь · h5 чорна тура · c4 чорний пішак · e4 чорний пішак · h4 білий пішак · a3 білий король · e3 білий пішак · g3 чорний пішак · b2 біла тура · f2 чорний пішак · g2 чорний ферзь · a1 білий слон · d1 білий слон | a8 чорний слон · c8 чорний кінь · g8 білий ферзь · c7 біла тура · a6 чорна тура · e6 білий пішак · f6 чорний пішак · g6 чорний пішак · a5 чорний пішак · c5 білий пішак · d5 білий кінь · e5 чорний король · f5 білий кінь · h5 чорна тура · c4 чорний пішак · e4 чорний пішак · h4 білий пішак · a3 білий король · e3 білий пішак · g3 чорний пішак · b2 біла тура · f2 чорний пішак · g2 чорний ферзь · a1 білий слон · d1 білий слон | a8 чорний слон · c8 чорний кінь · g8 білий ферзь · c7 біла тура · a6 чорна тура · e6 білий пішак · f6 чорний пішак · g6 чорний пішак · a5 чорний пішак · c5 білий пішак · d5 білий кінь · e5 чорний король · f5 білий кінь · h5 чорна тура · c4 чорний пішак · e4 чорний пішак · h4 білий пішак · a3 білий король · e3 білий пішак · g3 чорний пішак · b2 біла тура · f2 чорний пішак · g2 чорний ферзь · a1 білий слон · d1 білий слон | a8 чорний слон · c8 чорний кінь · g8 білий ферзь · c7 біла тура · a6 чорна тура · e6 білий пішак · f6 чорний пішак · g6 чорний пішак · a5 чорний пішак · c5 білий пішак · d5 білий кінь · e5 чорний король · f5 білий кінь · h5 чорна тура · c4 чорний пішак · e4 чорний пішак · h4 білий пішак · a3 білий король · e3 білий пішак · g3 чорний пішак · b2 біла тура · f2 чорний пішак · g2 чорний ферзь · a1 білий слон · d1 білий слон | a8 чорний слон · c8 чорний кінь · g8 білий ферзь · c7 біла тура · a6 чорна тура · e6 білий пішак · f6 чорний пішак · g6 чорний пішак · a5 чорний пішак · c5 білий пішак · d5 білий кінь · e5 чорний король · f5 білий кінь · h5 чорна тура · c4 чорний пішак · e4 чорний пішак · h4 білий пішак · a3 білий король · e3 білий пішак · g3 чорний пішак · b2 біла тура · f2 чорний пішак · g2 чорний ферзь · a1 білий слон · d1 білий слон | a8 чорний слон · c8 чорний кінь · g8 білий ферзь · c7 біла тура · a6 чорна тура · e6 білий пішак · f6 чорний пішак · g6 чорний пішак · a5 чорний пішак · c5 білий пішак · d5 білий кінь · e5 чорний король · f5 білий кінь · h5 чорна тура · c4 чорний пішак · e4 чорний пішак · h4 білий пішак · a3 білий король · e3 білий пішак · g3 чорний пішак · b2 біла тура · f2 чорний пішак · g2 чорний ферзь · a1 білий слон · d1 білий слон | 8 |
| 7 | a8 чорний слон · c8 чорний кінь · g8 білий ферзь · c7 біла тура · a6 чорна тура · e6 білий пішак · f6 чорний пішак · g6 чорний пішак · a5 чорний пішак · c5 білий пішак · d5 білий кінь · e5 чорний король · f5 білий кінь · h5 чорна тура · c4 чорний пішак · e4 чорний пішак · h4 білий пішак · a3 білий король · e3 білий пішак · g3 чорний пішак · b2 біла тура · f2 чорний пішак · g2 чорний ферзь · a1 білий слон · d1 білий слон | a8 чорний слон · c8 чорний кінь · g8 білий ферзь · c7 біла тура · a6 чорна тура · e6 білий пішак · f6 чорний пішак · g6 чорний пішак · a5 чорний пішак · c5 білий пішак · d5 білий кінь · e5 чорний король · f5 білий кінь · h5 чорна тура · c4 чорний пішак · e4 чорний пішак · h4 білий пішак · a3 білий король · e3 білий пішак · g3 чорний пішак · b2 біла тура · f2 чорний пішак · g2 чорний ферзь · a1 білий слон · d1 білий слон | a8 чорний слон · c8 чорний кінь · g8 білий ферзь · c7 біла тура · a6 чорна тура · e6 білий пішак · f6 чорний пішак · g6 чорний пішак · a5 чорний пішак · c5 білий пішак · d5 білий кінь · e5 чорний король · f5 білий кінь · h5 чорна тура · c4 чорний пішак · e4 чорний пішак · h4 білий пішак · a3 білий король · e3 білий пішак · g3 чорний пішак · b2 біла тура · f2 чорний пішак · g2 чорний ферзь · a1 білий слон · d1 білий слон | a8 чорний слон · c8 чорний кінь · g8 білий ферзь · c7 біла тура · a6 чорна тура · e6 білий пішак · f6 чорний пішак · g6 чорний пішак · a5 чорний пішак · c5 білий пішак · d5 білий кінь · e5 чорний король · f5 білий кінь · h5 чорна тура · c4 чорний пішак · e4 чорний пішак · h4 білий пішак · a3 білий король · e3 білий пішак · g3 чорний пішак · b2 біла тура · f2 чорний пішак · g2 чорний ферзь · a1 білий слон · d1 білий слон | a8 чорний слон · c8 чорний кінь · g8 білий ферзь · c7 біла тура · a6 чорна тура · e6 білий пішак · f6 чорний пішак · g6 чорний пішак · a5 чорний пішак · c5 білий пішак · d5 білий кінь · e5 чорний король · f5 білий кінь · h5 чорна тура · c4 чорний пішак · e4 чорний пішак · h4 білий пішак · a3 білий король · e3 білий пішак · g3 чорний пішак · b2 біла тура · f2 чорний пішак · g2 чорний ферзь · a1 білий слон · d1 білий слон | a8 чорний слон · c8 чорний кінь · g8 білий ферзь · c7 біла тура · a6 чорна тура · e6 білий пішак · f6 чорний пішак · g6 чорний пішак · a5 чорний пішак · c5 білий пішак · d5 білий кінь · e5 чорний король · f5 білий кінь · h5 чорна тура · c4 чорний пішак · e4 чорний пішак · h4 білий пішак · a3 білий король · e3 білий пішак · g3 чорний пішак · b2 біла тура · f2 чорний пішак · g2 чорний ферзь · a1 білий слон · d1 білий слон | a8 чорний слон · c8 чорний кінь · g8 білий ферзь · c7 біла тура · a6 чорна тура · e6 білий пішак · f6 чорний пішак · g6 чорний пішак · a5 чорний пішак · c5 білий пішак · d5 білий кінь · e5 чорний король · f5 білий кінь · h5 чорна тура · c4 чорний пішак · e4 чорний пішак · h4 білий пішак · a3 білий король · e3 білий пішак · g3 чорний пішак · b2 біла тура · f2 чорний пішак · g2 чорний ферзь · a1 білий слон · d1 білий слон | a8 чорний слон · c8 чорний кінь · g8 білий ферзь · c7 біла тура · a6 чорна тура · e6 білий пішак · f6 чорний пішак · g6 чорний пішак · a5 чорний пішак · c5 білий пішак · d5 білий кінь · e5 чорний король · f5 білий кінь · h5 чорна тура · c4 чорний пішак · e4 чорний пішак · h4 білий пішак · a3 білий король · e3 білий пішак · g3 чорний пішак · b2 біла тура · f2 чорний пішак · g2 чорний ферзь · a1 білий слон · d1 білий слон | 7 |
| 6 | a8 чорний слон · c8 чорний кінь · g8 білий ферзь · c7 біла тура · a6 чорна тура · e6 білий пішак · f6 чорний пішак · g6 чорний пішак · a5 чорний пішак · c5 білий пішак · d5 білий кінь · e5 чорний король · f5 білий кінь · h5 чорна тура · c4 чорний пішак · e4 чорний пішак · h4 білий пішак · a3 білий король · e3 білий пішак · g3 чорний пішак · b2 біла тура · f2 чорний пішак · g2 чорний ферзь · a1 білий слон · d1 білий слон | a8 чорний слон · c8 чорний кінь · g8 білий ферзь · c7 біла тура · a6 чорна тура · e6 білий пішак · f6 чорний пішак · g6 чорний пішак · a5 чорний пішак · c5 білий пішак · d5 білий кінь · e5 чорний король · f5 білий кінь · h5 чорна тура · c4 чорний пішак · e4 чорний пішак · h4 білий пішак · a3 білий король · e3 білий пішак · g3 чорний пішак · b2 біла тура · f2 чорний пішак · g2 чорний ферзь · a1 білий слон · d1 білий слон | a8 чорний слон · c8 чорний кінь · g8 білий ферзь · c7 біла тура · a6 чорна тура · e6 білий пішак · f6 чорний пішак · g6 чорний пішак · a5 чорний пішак · c5 білий пішак · d5 білий кінь · e5 чорний король · f5 білий кінь · h5 чорна тура · c4 чорний пішак · e4 чорний пішак · h4 білий пішак · a3 білий король · e3 білий пішак · g3 чорний пішак · b2 біла тура · f2 чорний пішак · g2 чорний ферзь · a1 білий слон · d1 білий слон | a8 чорний слон · c8 чорний кінь · g8 білий ферзь · c7 біла тура · a6 чорна тура · e6 білий пішак · f6 чорний пішак · g6 чорний пішак · a5 чорний пішак · c5 білий пішак · d5 білий кінь · e5 чорний король · f5 білий кінь · h5 чорна тура · c4 чорний пішак · e4 чорний пішак · h4 білий пішак · a3 білий король · e3 білий пішак · g3 чорний пішак · b2 біла тура · f2 чорний пішак · g2 чорний ферзь · a1 білий слон · d1 білий слон | a8 чорний слон · c8 чорний кінь · g8 білий ферзь · c7 біла тура · a6 чорна тура · e6 білий пішак · f6 чорний пішак · g6 чорний пішак · a5 чорний пішак · c5 білий пішак · d5 білий кінь · e5 чорний король · f5 білий кінь · h5 чорна тура · c4 чорний пішак · e4 чорний пішак · h4 білий пішак · a3 білий король · e3 білий пішак · g3 чорний пішак · b2 біла тура · f2 чорний пішак · g2 чорний ферзь · a1 білий слон · d1 білий слон | a8 чорний слон · c8 чорний кінь · g8 білий ферзь · c7 біла тура · a6 чорна тура · e6 білий пішак · f6 чорний пішак · g6 чорний пішак · a5 чорний пішак · c5 білий пішак · d5 білий кінь · e5 чорний король · f5 білий кінь · h5 чорна тура · c4 чорний пішак · e4 чорний пішак · h4 білий пішак · a3 білий король · e3 білий пішак · g3 чорний пішак · b2 біла тура · f2 чорний пішак · g2 чорний ферзь · a1 білий слон · d1 білий слон | a8 чорний слон · c8 чорний кінь · g8 білий ферзь · c7 біла тура · a6 чорна тура · e6 білий пішак · f6 чорний пішак · g6 чорний пішак · a5 чорний пішак · c5 білий пішак · d5 білий кінь · e5 чорний король · f5 білий кінь · h5 чорна тура · c4 чорний пішак · e4 чорний пішак · h4 білий пішак · a3 білий король · e3 білий пішак · g3 чорний пішак · b2 біла тура · f2 чорний пішак · g2 чорний ферзь · a1 білий слон · d1 білий слон | a8 чорний слон · c8 чорний кінь · g8 білий ферзь · c7 біла тура · a6 чорна тура · e6 білий пішак · f6 чорний пішак · g6 чорний пішак · a5 чорний пішак · c5 білий пішак · d5 білий кінь · e5 чорний король · f5 білий кінь · h5 чорна тура · c4 чорний пішак · e4 чорний пішак · h4 білий пішак · a3 білий король · e3 білий пішак · g3 чорний пішак · b2 біла тура · f2 чорний пішак · g2 чорний ферзь · a1 білий слон · d1 білий слон | 6 |
| 5 | a8 чорний слон · c8 чорний кінь · g8 білий ферзь · c7 біла тура · a6 чорна тура · e6 білий пішак · f6 чорний пішак · g6 чорний пішак · a5 чорний пішак · c5 білий пішак · d5 білий кінь · e5 чорний король · f5 білий кінь · h5 чорна тура · c4 чорний пішак · e4 чорний пішак · h4 білий пішак · a3 білий король · e3 білий пішак · g3 чорний пішак · b2 біла тура · f2 чорний пішак · g2 чорний ферзь · a1 білий слон · d1 білий слон | a8 чорний слон · c8 чорний кінь · g8 білий ферзь · c7 біла тура · a6 чорна тура · e6 білий пішак · f6 чорний пішак · g6 чорний пішак · a5 чорний пішак · c5 білий пішак · d5 білий кінь · e5 чорний король · f5 білий кінь · h5 чорна тура · c4 чорний пішак · e4 чорний пішак · h4 білий пішак · a3 білий король · e3 білий пішак · g3 чорний пішак · b2 біла тура · f2 чорний пішак · g2 чорний ферзь · a1 білий слон · d1 білий слон | a8 чорний слон · c8 чорний кінь · g8 білий ферзь · c7 біла тура · a6 чорна тура · e6 білий пішак · f6 чорний пішак · g6 чорний пішак · a5 чорний пішак · c5 білий пішак · d5 білий кінь · e5 чорний король · f5 білий кінь · h5 чорна тура · c4 чорний пішак · e4 чорний пішак · h4 білий пішак · a3 білий король · e3 білий пішак · g3 чорний пішак · b2 біла тура · f2 чорний пішак · g2 чорний ферзь · a1 білий слон · d1 білий слон | a8 чорний слон · c8 чорний кінь · g8 білий ферзь · c7 біла тура · a6 чорна тура · e6 білий пішак · f6 чорний пішак · g6 чорний пішак · a5 чорний пішак · c5 білий пішак · d5 білий кінь · e5 чорний король · f5 білий кінь · h5 чорна тура · c4 чорний пішак · e4 чорний пішак · h4 білий пішак · a3 білий король · e3 білий пішак · g3 чорний пішак · b2 біла тура · f2 чорний пішак · g2 чорний ферзь · a1 білий слон · d1 білий слон | a8 чорний слон · c8 чорний кінь · g8 білий ферзь · c7 біла тура · a6 чорна тура · e6 білий пішак · f6 чорний пішак · g6 чорний пішак · a5 чорний пішак · c5 білий пішак · d5 білий кінь · e5 чорний король · f5 білий кінь · h5 чорна тура · c4 чорний пішак · e4 чорний пішак · h4 білий пішак · a3 білий король · e3 білий пішак · g3 чорний пішак · b2 біла тура · f2 чорний пішак · g2 чорний ферзь · a1 білий слон · d1 білий слон | a8 чорний слон · c8 чорний кінь · g8 білий ферзь · c7 біла тура · a6 чорна тура · e6 білий пішак · f6 чорний пішак · g6 чорний пішак · a5 чорний пішак · c5 білий пішак · d5 білий кінь · e5 чорний король · f5 білий кінь · h5 чорна тура · c4 чорний пішак · e4 чорний пішак · h4 білий пішак · a3 білий король · e3 білий пішак · g3 чорний пішак · b2 біла тура · f2 чорний пішак · g2 чорний ферзь · a1 білий слон · d1 білий слон | a8 чорний слон · c8 чорний кінь · g8 білий ферзь · c7 біла тура · a6 чорна тура · e6 білий пішак · f6 чорний пішак · g6 чорний пішак · a5 чорний пішак · c5 білий пішак · d5 білий кінь · e5 чорний король · f5 білий кінь · h5 чорна тура · c4 чорний пішак · e4 чорний пішак · h4 білий пішак · a3 білий король · e3 білий пішак · g3 чорний пішак · b2 біла тура · f2 чорний пішак · g2 чорний ферзь · a1 білий слон · d1 білий слон | a8 чорний слон · c8 чорний кінь · g8 білий ферзь · c7 біла тура · a6 чорна тура · e6 білий пішак · f6 чорний пішак · g6 чорний пішак · a5 чорний пішак · c5 білий пішак · d5 білий кінь · e5 чорний король · f5 білий кінь · h5 чорна тура · c4 чорний пішак · e4 чорний пішак · h4 білий пішак · a3 білий король · e3 білий пішак · g3 чорний пішак · b2 біла тура · f2 чорний пішак · g2 чорний ферзь · a1 білий слон · d1 білий слон | 5 |
| 4 | a8 чорний слон · c8 чорний кінь · g8 білий ферзь · c7 біла тура · a6 чорна тура · e6 білий пішак · f6 чорний пішак · g6 чорний пішак · a5 чорний пішак · c5 білий пішак · d5 білий кінь · e5 чорний король · f5 білий кінь · h5 чорна тура · c4 чорний пішак · e4 чорний пішак · h4 білий пішак · a3 білий король · e3 білий пішак · g3 чорний пішак · b2 біла тура · f2 чорний пішак · g2 чорний ферзь · a1 білий слон · d1 білий слон | a8 чорний слон · c8 чорний кінь · g8 білий ферзь · c7 біла тура · a6 чорна тура · e6 білий пішак · f6 чорний пішак · g6 чорний пішак · a5 чорний пішак · c5 білий пішак · d5 білий кінь · e5 чорний король · f5 білий кінь · h5 чорна тура · c4 чорний пішак · e4 чорний пішак · h4 білий пішак · a3 білий король · e3 білий пішак · g3 чорний пішак · b2 біла тура · f2 чорний пішак · g2 чорний ферзь · a1 білий слон · d1 білий слон | a8 чорний слон · c8 чорний кінь · g8 білий ферзь · c7 біла тура · a6 чорна тура · e6 білий пішак · f6 чорний пішак · g6 чорний пішак · a5 чорний пішак · c5 білий пішак · d5 білий кінь · e5 чорний король · f5 білий кінь · h5 чорна тура · c4 чорний пішак · e4 чорний пішак · h4 білий пішак · a3 білий король · e3 білий пішак · g3 чорний пішак · b2 біла тура · f2 чорний пішак · g2 чорний ферзь · a1 білий слон · d1 білий слон | a8 чорний слон · c8 чорний кінь · g8 білий ферзь · c7 біла тура · a6 чорна тура · e6 білий пішак · f6 чорний пішак · g6 чорний пішак · a5 чорний пішак · c5 білий пішак · d5 білий кінь · e5 чорний король · f5 білий кінь · h5 чорна тура · c4 чорний пішак · e4 чорний пішак · h4 білий пішак · a3 білий король · e3 білий пішак · g3 чорний пішак · b2 біла тура · f2 чорний пішак · g2 чорний ферзь · a1 білий слон · d1 білий слон | a8 чорний слон · c8 чорний кінь · g8 білий ферзь · c7 біла тура · a6 чорна тура · e6 білий пішак · f6 чорний пішак · g6 чорний пішак · a5 чорний пішак · c5 білий пішак · d5 білий кінь · e5 чорний король · f5 білий кінь · h5 чорна тура · c4 чорний пішак · e4 чорний пішак · h4 білий пішак · a3 білий король · e3 білий пішак · g3 чорний пішак · b2 біла тура · f2 чорний пішак · g2 чорний ферзь · a1 білий слон · d1 білий слон | a8 чорний слон · c8 чорний кінь · g8 білий ферзь · c7 біла тура · a6 чорна тура · e6 білий пішак · f6 чорний пішак · g6 чорний пішак · a5 чорний пішак · c5 білий пішак · d5 білий кінь · e5 чорний король · f5 білий кінь · h5 чорна тура · c4 чорний пішак · e4 чорний пішак · h4 білий пішак · a3 білий король · e3 білий пішак · g3 чорний пішак · b2 біла тура · f2 чорний пішак · g2 чорний ферзь · a1 білий слон · d1 білий слон | a8 чорний слон · c8 чорний кінь · g8 білий ферзь · c7 біла тура · a6 чорна тура · e6 білий пішак · f6 чорний пішак · g6 чорний пішак · a5 чорний пішак · c5 білий пішак · d5 білий кінь · e5 чорний король · f5 білий кінь · h5 чорна тура · c4 чорний пішак · e4 чорний пішак · h4 білий пішак · a3 білий король · e3 білий пішак · g3 чорний пішак · b2 біла тура · f2 чорний пішак · g2 чорний ферзь · a1 білий слон · d1 білий слон | a8 чорний слон · c8 чорний кінь · g8 білий ферзь · c7 біла тура · a6 чорна тура · e6 білий пішак · f6 чорний пішак · g6 чорний пішак · a5 чорний пішак · c5 білий пішак · d5 білий кінь · e5 чорний король · f5 білий кінь · h5 чорна тура · c4 чорний пішак · e4 чорний пішак · h4 білий пішак · a3 білий король · e3 білий пішак · g3 чорний пішак · b2 біла тура · f2 чорний пішак · g2 чорний ферзь · a1 білий слон · d1 білий слон | 4 |
| 3 | a8 чорний слон · c8 чорний кінь · g8 білий ферзь · c7 біла тура · a6 чорна тура · e6 білий пішак · f6 чорний пішак · g6 чорний пішак · a5 чорний пішак · c5 білий пішак · d5 білий кінь · e5 чорний король · f5 білий кінь · h5 чорна тура · c4 чорний пішак · e4 чорний пішак · h4 білий пішак · a3 білий король · e3 білий пішак · g3 чорний пішак · b2 біла тура · f2 чорний пішак · g2 чорний ферзь · a1 білий слон · d1 білий слон | a8 чорний слон · c8 чорний кінь · g8 білий ферзь · c7 біла тура · a6 чорна тура · e6 білий пішак · f6 чорний пішак · g6 чорний пішак · a5 чорний пішак · c5 білий пішак · d5 білий кінь · e5 чорний король · f5 білий кінь · h5 чорна тура · c4 чорний пішак · e4 чорний пішак · h4 білий пішак · a3 білий король · e3 білий пішак · g3 чорний пішак · b2 біла тура · f2 чорний пішак · g2 чорний ферзь · a1 білий слон · d1 білий слон | a8 чорний слон · c8 чорний кінь · g8 білий ферзь · c7 біла тура · a6 чорна тура · e6 білий пішак · f6 чорний пішак · g6 чорний пішак · a5 чорний пішак · c5 білий пішак · d5 білий кінь · e5 чорний король · f5 білий кінь · h5 чорна тура · c4 чорний пішак · e4 чорний пішак · h4 білий пішак · a3 білий король · e3 білий пішак · g3 чорний пішак · b2 біла тура · f2 чорний пішак · g2 чорний ферзь · a1 білий слон · d1 білий слон | a8 чорний слон · c8 чорний кінь · g8 білий ферзь · c7 біла тура · a6 чорна тура · e6 білий пішак · f6 чорний пішак · g6 чорний пішак · a5 чорний пішак · c5 білий пішак · d5 білий кінь · e5 чорний король · f5 білий кінь · h5 чорна тура · c4 чорний пішак · e4 чорний пішак · h4 білий пішак · a3 білий король · e3 білий пішак · g3 чорний пішак · b2 біла тура · f2 чорний пішак · g2 чорний ферзь · a1 білий слон · d1 білий слон | a8 чорний слон · c8 чорний кінь · g8 білий ферзь · c7 біла тура · a6 чорна тура · e6 білий пішак · f6 чорний пішак · g6 чорний пішак · a5 чорний пішак · c5 білий пішак · d5 білий кінь · e5 чорний король · f5 білий кінь · h5 чорна тура · c4 чорний пішак · e4 чорний пішак · h4 білий пішак · a3 білий король · e3 білий пішак · g3 чорний пішак · b2 біла тура · f2 чорний пішак · g2 чорний ферзь · a1 білий слон · d1 білий слон | a8 чорний слон · c8 чорний кінь · g8 білий ферзь · c7 біла тура · a6 чорна тура · e6 білий пішак · f6 чорний пішак · g6 чорний пішак · a5 чорний пішак · c5 білий пішак · d5 білий кінь · e5 чорний король · f5 білий кінь · h5 чорна тура · c4 чорний пішак · e4 чорний пішак · h4 білий пішак · a3 білий король · e3 білий пішак · g3 чорний пішак · b2 біла тура · f2 чорний пішак · g2 чорний ферзь · a1 білий слон · d1 білий слон | a8 чорний слон · c8 чорний кінь · g8 білий ферзь · c7 біла тура · a6 чорна тура · e6 білий пішак · f6 чорний пішак · g6 чорний пішак · a5 чорний пішак · c5 білий пішак · d5 білий кінь · e5 чорний король · f5 білий кінь · h5 чорна тура · c4 чорний пішак · e4 чорний пішак · h4 білий пішак · a3 білий король · e3 білий пішак · g3 чорний пішак · b2 біла тура · f2 чорний пішак · g2 чорний ферзь · a1 білий слон · d1 білий слон | a8 чорний слон · c8 чорний кінь · g8 білий ферзь · c7 біла тура · a6 чорна тура · e6 білий пішак · f6 чорний пішак · g6 чорний пішак · a5 чорний пішак · c5 білий пішак · d5 білий кінь · e5 чорний король · f5 білий кінь · h5 чорна тура · c4 чорний пішак · e4 чорний пішак · h4 білий пішак · a3 білий король · e3 білий пішак · g3 чорний пішак · b2 біла тура · f2 чорний пішак · g2 чорний ферзь · a1 білий слон · d1 білий слон | 3 |
| 2 | a8 чорний слон · c8 чорний кінь · g8 білий ферзь · c7 біла тура · a6 чорна тура · e6 білий пішак · f6 чорний пішак · g6 чорний пішак · a5 чорний пішак · c5 білий пішак · d5 білий кінь · e5 чорний король · f5 білий кінь · h5 чорна тура · c4 чорний пішак · e4 чорний пішак · h4 білий пішак · a3 білий король · e3 білий пішак · g3 чорний пішак · b2 біла тура · f2 чорний пішак · g2 чорний ферзь · a1 білий слон · d1 білий слон | a8 чорний слон · c8 чорний кінь · g8 білий ферзь · c7 біла тура · a6 чорна тура · e6 білий пішак · f6 чорний пішак · g6 чорний пішак · a5 чорний пішак · c5 білий пішак · d5 білий кінь · e5 чорний король · f5 білий кінь · h5 чорна тура · c4 чорний пішак · e4 чорний пішак · h4 білий пішак · a3 білий король · e3 білий пішак · g3 чорний пішак · b2 біла тура · f2 чорний пішак · g2 чорний ферзь · a1 білий слон · d1 білий слон | a8 чорний слон · c8 чорний кінь · g8 білий ферзь · c7 біла тура · a6 чорна тура · e6 білий пішак · f6 чорний пішак · g6 чорний пішак · a5 чорний пішак · c5 білий пішак · d5 білий кінь · e5 чорний король · f5 білий кінь · h5 чорна тура · c4 чорний пішак · e4 чорний пішак · h4 білий пішак · a3 білий король · e3 білий пішак · g3 чорний пішак · b2 біла тура · f2 чорний пішак · g2 чорний ферзь · a1 білий слон · d1 білий слон | a8 чорний слон · c8 чорний кінь · g8 білий ферзь · c7 біла тура · a6 чорна тура · e6 білий пішак · f6 чорний пішак · g6 чорний пішак · a5 чорний пішак · c5 білий пішак · d5 білий кінь · e5 чорний король · f5 білий кінь · h5 чорна тура · c4 чорний пішак · e4 чорний пішак · h4 білий пішак · a3 білий король · e3 білий пішак · g3 чорний пішак · b2 біла тура · f2 чорний пішак · g2 чорний ферзь · a1 білий слон · d1 білий слон | a8 чорний слон · c8 чорний кінь · g8 білий ферзь · c7 біла тура · a6 чорна тура · e6 білий пішак · f6 чорний пішак · g6 чорний пішак · a5 чорний пішак · c5 білий пішак · d5 білий кінь · e5 чорний король · f5 білий кінь · h5 чорна тура · c4 чорний пішак · e4 чорний пішак · h4 білий пішак · a3 білий король · e3 білий пішак · g3 чорний пішак · b2 біла тура · f2 чорний пішак · g2 чорний ферзь · a1 білий слон · d1 білий слон | a8 чорний слон · c8 чорний кінь · g8 білий ферзь · c7 біла тура · a6 чорна тура · e6 білий пішак · f6 чорний пішак · g6 чорний пішак · a5 чорний пішак · c5 білий пішак · d5 білий кінь · e5 чорний король · f5 білий кінь · h5 чорна тура · c4 чорний пішак · e4 чорний пішак · h4 білий пішак · a3 білий король · e3 білий пішак · g3 чорний пішак · b2 біла тура · f2 чорний пішак · g2 чорний ферзь · a1 білий слон · d1 білий слон | a8 чорний слон · c8 чорний кінь · g8 білий ферзь · c7 біла тура · a6 чорна тура · e6 білий пішак · f6 чорний пішак · g6 чорний пішак · a5 чорний пішак · c5 білий пішак · d5 білий кінь · e5 чорний король · f5 білий кінь · h5 чорна тура · c4 чорний пішак · e4 чорний пішак · h4 білий пішак · a3 білий король · e3 білий пішак · g3 чорний пішак · b2 біла тура · f2 чорний пішак · g2 чорний ферзь · a1 білий слон · d1 білий слон | a8 чорний слон · c8 чорний кінь · g8 білий ферзь · c7 біла тура · a6 чорна тура · e6 білий пішак · f6 чорний пішак · g6 чорний пішак · a5 чорний пішак · c5 білий пішак · d5 білий кінь · e5 чорний король · f5 білий кінь · h5 чорна тура · c4 чорний пішак · e4 чорний пішак · h4 білий пішак · a3 білий король · e3 білий пішак · g3 чорний пішак · b2 біла тура · f2 чорний пішак · g2 чорний ферзь · a1 білий слон · d1 білий слон | 2 |
| 1 | a8 чорний слон · c8 чорний кінь · g8 білий ферзь · c7 біла тура · a6 чорна тура · e6 білий пішак · f6 чорний пішак · g6 чорний пішак · a5 чорний пішак · c5 білий пішак · d5 білий кінь · e5 чорний король · f5 білий кінь · h5 чорна тура · c4 чорний пішак · e4 чорний пішак · h4 білий пішак · a3 білий король · e3 білий пішак · g3 чорний пішак · b2 біла тура · f2 чорний пішак · g2 чорний ферзь · a1 білий слон · d1 білий слон | a8 чорний слон · c8 чорний кінь · g8 білий ферзь · c7 біла тура · a6 чорна тура · e6 білий пішак · f6 чорний пішак · g6 чорний пішак · a5 чорний пішак · c5 білий пішак · d5 білий кінь · e5 чорний король · f5 білий кінь · h5 чорна тура · c4 чорний пішак · e4 чорний пішак · h4 білий пішак · a3 білий король · e3 білий пішак · g3 чорний пішак · b2 біла тура · f2 чорний пішак · g2 чорний ферзь · a1 білий слон · d1 білий слон | a8 чорний слон · c8 чорний кінь · g8 білий ферзь · c7 біла тура · a6 чорна тура · e6 білий пішак · f6 чорний пішак · g6 чорний пішак · a5 чорний пішак · c5 білий пішак · d5 білий кінь · e5 чорний король · f5 білий кінь · h5 чорна тура · c4 чорний пішак · e4 чорний пішак · h4 білий пішак · a3 білий король · e3 білий пішак · g3 чорний пішак · b2 біла тура · f2 чорний пішак · g2 чорний ферзь · a1 білий слон · d1 білий слон | a8 чорний слон · c8 чорний кінь · g8 білий ферзь · c7 біла тура · a6 чорна тура · e6 білий пішак · f6 чорний пішак · g6 чорний пішак · a5 чорний пішак · c5 білий пішак · d5 білий кінь · e5 чорний король · f5 білий кінь · h5 чорна тура · c4 чорний пішак · e4 чорний пішак · h4 білий пішак · a3 білий король · e3 білий пішак · g3 чорний пішак · b2 біла тура · f2 чорний пішак · g2 чорний ферзь · a1 білий слон · d1 білий слон | a8 чорний слон · c8 чорний кінь · g8 білий ферзь · c7 біла тура · a6 чорна тура · e6 білий пішак · f6 чорний пішак · g6 чорний пішак · a5 чорний пішак · c5 білий пішак · d5 білий кінь · e5 чорний король · f5 білий кінь · h5 чорна тура · c4 чорний пішак · e4 чорний пішак · h4 білий пішак · a3 білий король · e3 білий пішак · g3 чорний пішак · b2 біла тура · f2 чорний пішак · g2 чорний ферзь · a1 білий слон · d1 білий слон | a8 чорний слон · c8 чорний кінь · g8 білий ферзь · c7 біла тура · a6 чорна тура · e6 білий пішак · f6 чорний пішак · g6 чорний пішак · a5 чорний пішак · c5 білий пішак · d5 білий кінь · e5 чорний король · f5 білий кінь · h5 чорна тура · c4 чорний пішак · e4 чорний пішак · h4 білий пішак · a3 білий король · e3 білий пішак · g3 чорний пішак · b2 біла тура · f2 чорний пішак · g2 чорний ферзь · a1 білий слон · d1 білий слон | a8 чорний слон · c8 чорний кінь · g8 білий ферзь · c7 біла тура · a6 чорна тура · e6 білий пішак · f6 чорний пішак · g6 чорний пішак · a5 чорний пішак · c5 білий пішак · d5 білий кінь · e5 чорний король · f5 білий кінь · h5 чорна тура · c4 чорний пішак · e4 чорний пішак · h4 білий пішак · a3 білий король · e3 білий пішак · g3 чорний пішак · b2 біла тура · f2 чорний пішак · g2 чорний ферзь · a1 білий слон · d1 білий слон | a8 чорний слон · c8 чорний кінь · g8 білий ферзь · c7 біла тура · a6 чорна тура · e6 білий пішак · f6 чорний пішак · g6 чорний пішак · a5 чорний пішак · c5 білий пішак · d5 білий кінь · e5 чорний король · f5 білий кінь · h5 чорна тура · c4 чорний пішак · e4 чорний пішак · h4 білий пішак · a3 білий король · e3 білий пішак · g3 чорний пішак · b2 біла тура · f2 чорний пішак · g2 чорний ферзь · a1 білий слон · d1 білий слон | 1 |
|   | a | b | c | d | e | f | g | h |   |

1. D:g6? ~ 2. D:f6+ K:d5 3. Td2#
1. ... L:d5 a 2. Tb6+ A ...
1. ... T:e6 b 2. Td2+ B ...
1. ... T:f5  c 2. T:f2+ C ..., 1. ... Th6!
1. Dd8? ~ 2. D:f6+ K:d5 3. Td2#
1. ... L:d5 a 2. Td2+ B ...
1. ... T:e6 b 2. T:f2+ C ...
1. ... T:f5  c 2. Tb6+ A ..., 1. ... Se7!
1. Df7! ~ 2. D:f6+ K:d5 3. Td2#
1. ... L:d5 a 2. T:f2+ C c3    3. L:c3#
1. ... T:e6 b 2. Tb6+ A K:d5 3. D:e6#
1. ... T:f5  c 2. Td2+ B K:f5  3. Df6#
|   | a | b | c | d | e | f | g | h |   |
| 8 | f7 біла тура · h7 білий слон · b6 чорний пішак · d6 білий пішак · f6 білий пішак · h6 білий слон · e5 білий пішак · g5 білий кінь · e4 чорний пішак · f4 чорний король · g4 чорний пішак · h4 чорний пішак · a3 білий ферзь · b3 чорний пішак · d3 чорна тура · e3 чорний пішак · f3 білий пішак · h3 чорний пішак · d2 чорний слон · b1 чорний слон · f1 біла тура · g1 білий кінь · h1 білий король | f7 біла тура · h7 білий слон · b6 чорний пішак · d6 білий пішак · f6 білий пішак · h6 білий слон · e5 білий пішак · g5 білий кінь · e4 чорний пішак · f4 чорний король · g4 чорний пішак · h4 чорний пішак · a3 білий ферзь · b3 чорний пішак · d3 чорна тура · e3 чорний пішак · f3 білий пішак · h3 чорний пішак · d2 чорний слон · b1 чорний слон · f1 біла тура · g1 білий кінь · h1 білий король | f7 біла тура · h7 білий слон · b6 чорний пішак · d6 білий пішак · f6 білий пішак · h6 білий слон · e5 білий пішак · g5 білий кінь · e4 чорний пішак · f4 чорний король · g4 чорний пішак · h4 чорний пішак · a3 білий ферзь · b3 чорний пішак · d3 чорна тура · e3 чорний пішак · f3 білий пішак · h3 чорний пішак · d2 чорний слон · b1 чорний слон · f1 біла тура · g1 білий кінь · h1 білий король | f7 біла тура · h7 білий слон · b6 чорний пішак · d6 білий пішак · f6 білий пішак · h6 білий слон · e5 білий пішак · g5 білий кінь · e4 чорний пішак · f4 чорний король · g4 чорний пішак · h4 чорний пішак · a3 білий ферзь · b3 чорний пішак · d3 чорна тура · e3 чорний пішак · f3 білий пішак · h3 чорний пішак · d2 чорний слон · b1 чорний слон · f1 біла тура · g1 білий кінь · h1 білий король | f7 біла тура · h7 білий слон · b6 чорний пішак · d6 білий пішак · f6 білий пішак · h6 білий слон · e5 білий пішак · g5 білий кінь · e4 чорний пішак · f4 чорний король · g4 чорний пішак · h4 чорний пішак · a3 білий ферзь · b3 чорний пішак · d3 чорна тура · e3 чорний пішак · f3 білий пішак · h3 чорний пішак · d2 чорний слон · b1 чорний слон · f1 біла тура · g1 білий кінь · h1 білий король | f7 біла тура · h7 білий слон · b6 чорний пішак · d6 білий пішак · f6 білий пішак · h6 білий слон · e5 білий пішак · g5 білий кінь · e4 чорний пішак · f4 чорний король · g4 чорний пішак · h4 чорний пішак · a3 білий ферзь · b3 чорний пішак · d3 чорна тура · e3 чорний пішак · f3 білий пішак · h3 чорний пішак · d2 чорний слон · b1 чорний слон · f1 біла тура · g1 білий кінь · h1 білий король | f7 біла тура · h7 білий слон · b6 чорний пішак · d6 білий пішак · f6 білий пішак · h6 білий слон · e5 білий пішак · g5 білий кінь · e4 чорний пішак · f4 чорний король · g4 чорний пішак · h4 чорний пішак · a3 білий ферзь · b3 чорний пішак · d3 чорна тура · e3 чорний пішак · f3 білий пішак · h3 чорний пішак · d2 чорний слон · b1 чорний слон · f1 біла тура · g1 білий кінь · h1 білий король | f7 біла тура · h7 білий слон · b6 чорний пішак · d6 білий пішак · f6 білий пішак · h6 білий слон · e5 білий пішак · g5 білий кінь · e4 чорний пішак · f4 чорний король · g4 чорний пішак · h4 чорний пішак · a3 білий ферзь · b3 чорний пішак · d3 чорна тура · e3 чорний пішак · f3 білий пішак · h3 чорний пішак · d2 чорний слон · b1 чорний слон · f1 біла тура · g1 білий кінь · h1 білий король | 8 |
| 7 | f7 біла тура · h7 білий слон · b6 чорний пішак · d6 білий пішак · f6 білий пішак · h6 білий слон · e5 білий пішак · g5 білий кінь · e4 чорний пішак · f4 чорний король · g4 чорний пішак · h4 чорний пішак · a3 білий ферзь · b3 чорний пішак · d3 чорна тура · e3 чорний пішак · f3 білий пішак · h3 чорний пішак · d2 чорний слон · b1 чорний слон · f1 біла тура · g1 білий кінь · h1 білий король | f7 біла тура · h7 білий слон · b6 чорний пішак · d6 білий пішак · f6 білий пішак · h6 білий слон · e5 білий пішак · g5 білий кінь · e4 чорний пішак · f4 чорний король · g4 чорний пішак · h4 чорний пішак · a3 білий ферзь · b3 чорний пішак · d3 чорна тура · e3 чорний пішак · f3 білий пішак · h3 чорний пішак · d2 чорний слон · b1 чорний слон · f1 біла тура · g1 білий кінь · h1 білий король | f7 біла тура · h7 білий слон · b6 чорний пішак · d6 білий пішак · f6 білий пішак · h6 білий слон · e5 білий пішак · g5 білий кінь · e4 чорний пішак · f4 чорний король · g4 чорний пішак · h4 чорний пішак · a3 білий ферзь · b3 чорний пішак · d3 чорна тура · e3 чорний пішак · f3 білий пішак · h3 чорний пішак · d2 чорний слон · b1 чорний слон · f1 біла тура · g1 білий кінь · h1 білий король | f7 біла тура · h7 білий слон · b6 чорний пішак · d6 білий пішак · f6 білий пішак · h6 білий слон · e5 білий пішак · g5 білий кінь · e4 чорний пішак · f4 чорний король · g4 чорний пішак · h4 чорний пішак · a3 білий ферзь · b3 чорний пішак · d3 чорна тура · e3 чорний пішак · f3 білий пішак · h3 чорний пішак · d2 чорний слон · b1 чорний слон · f1 біла тура · g1 білий кінь · h1 білий король | f7 біла тура · h7 білий слон · b6 чорний пішак · d6 білий пішак · f6 білий пішак · h6 білий слон · e5 білий пішак · g5 білий кінь · e4 чорний пішак · f4 чорний король · g4 чорний пішак · h4 чорний пішак · a3 білий ферзь · b3 чорний пішак · d3 чорна тура · e3 чорний пішак · f3 білий пішак · h3 чорний пішак · d2 чорний слон · b1 чорний слон · f1 біла тура · g1 білий кінь · h1 білий король | f7 біла тура · h7 білий слон · b6 чорний пішак · d6 білий пішак · f6 білий пішак · h6 білий слон · e5 білий пішак · g5 білий кінь · e4 чорний пішак · f4 чорний король · g4 чорний пішак · h4 чорний пішак · a3 білий ферзь · b3 чорний пішак · d3 чорна тура · e3 чорний пішак · f3 білий пішак · h3 чорний пішак · d2 чорний слон · b1 чорний слон · f1 біла тура · g1 білий кінь · h1 білий король | f7 біла тура · h7 білий слон · b6 чорний пішак · d6 білий пішак · f6 білий пішак · h6 білий слон · e5 білий пішак · g5 білий кінь · e4 чорний пішак · f4 чорний король · g4 чорний пішак · h4 чорний пішак · a3 білий ферзь · b3 чорний пішак · d3 чорна тура · e3 чорний пішак · f3 білий пішак · h3 чорний пішак · d2 чорний слон · b1 чорний слон · f1 біла тура · g1 білий кінь · h1 білий король | f7 біла тура · h7 білий слон · b6 чорний пішак · d6 білий пішак · f6 білий пішак · h6 білий слон · e5 білий пішак · g5 білий кінь · e4 чорний пішак · f4 чорний король · g4 чорний пішак · h4 чорний пішак · a3 білий ферзь · b3 чорний пішак · d3 чорна тура · e3 чорний пішак · f3 білий пішак · h3 чорний пішак · d2 чорний слон · b1 чорний слон · f1 біла тура · g1 білий кінь · h1 білий король | 7 |
| 6 | f7 біла тура · h7 білий слон · b6 чорний пішак · d6 білий пішак · f6 білий пішак · h6 білий слон · e5 білий пішак · g5 білий кінь · e4 чорний пішак · f4 чорний король · g4 чорний пішак · h4 чорний пішак · a3 білий ферзь · b3 чорний пішак · d3 чорна тура · e3 чорний пішак · f3 білий пішак · h3 чорний пішак · d2 чорний слон · b1 чорний слон · f1 біла тура · g1 білий кінь · h1 білий король | f7 біла тура · h7 білий слон · b6 чорний пішак · d6 білий пішак · f6 білий пішак · h6 білий слон · e5 білий пішак · g5 білий кінь · e4 чорний пішак · f4 чорний король · g4 чорний пішак · h4 чорний пішак · a3 білий ферзь · b3 чорний пішак · d3 чорна тура · e3 чорний пішак · f3 білий пішак · h3 чорний пішак · d2 чорний слон · b1 чорний слон · f1 біла тура · g1 білий кінь · h1 білий король | f7 біла тура · h7 білий слон · b6 чорний пішак · d6 білий пішак · f6 білий пішак · h6 білий слон · e5 білий пішак · g5 білий кінь · e4 чорний пішак · f4 чорний король · g4 чорний пішак · h4 чорний пішак · a3 білий ферзь · b3 чорний пішак · d3 чорна тура · e3 чорний пішак · f3 білий пішак · h3 чорний пішак · d2 чорний слон · b1 чорний слон · f1 біла тура · g1 білий кінь · h1 білий король | f7 біла тура · h7 білий слон · b6 чорний пішак · d6 білий пішак · f6 білий пішак · h6 білий слон · e5 білий пішак · g5 білий кінь · e4 чорний пішак · f4 чорний король · g4 чорний пішак · h4 чорний пішак · a3 білий ферзь · b3 чорний пішак · d3 чорна тура · e3 чорний пішак · f3 білий пішак · h3 чорний пішак · d2 чорний слон · b1 чорний слон · f1 біла тура · g1 білий кінь · h1 білий король | f7 біла тура · h7 білий слон · b6 чорний пішак · d6 білий пішак · f6 білий пішак · h6 білий слон · e5 білий пішак · g5 білий кінь · e4 чорний пішак · f4 чорний король · g4 чорний пішак · h4 чорний пішак · a3 білий ферзь · b3 чорний пішак · d3 чорна тура · e3 чорний пішак · f3 білий пішак · h3 чорний пішак · d2 чорний слон · b1 чорний слон · f1 біла тура · g1 білий кінь · h1 білий король | f7 біла тура · h7 білий слон · b6 чорний пішак · d6 білий пішак · f6 білий пішак · h6 білий слон · e5 білий пішак · g5 білий кінь · e4 чорний пішак · f4 чорний король · g4 чорний пішак · h4 чорний пішак · a3 білий ферзь · b3 чорний пішак · d3 чорна тура · e3 чорний пішак · f3 білий пішак · h3 чорний пішак · d2 чорний слон · b1 чорний слон · f1 біла тура · g1 білий кінь · h1 білий король | f7 біла тура · h7 білий слон · b6 чорний пішак · d6 білий пішак · f6 білий пішак · h6 білий слон · e5 білий пішак · g5 білий кінь · e4 чорний пішак · f4 чорний король · g4 чорний пішак · h4 чорний пішак · a3 білий ферзь · b3 чорний пішак · d3 чорна тура · e3 чорний пішак · f3 білий пішак · h3 чорний пішак · d2 чорний слон · b1 чорний слон · f1 біла тура · g1 білий кінь · h1 білий король | f7 біла тура · h7 білий слон · b6 чорний пішак · d6 білий пішак · f6 білий пішак · h6 білий слон · e5 білий пішак · g5 білий кінь · e4 чорний пішак · f4 чорний король · g4 чорний пішак · h4 чорний пішак · a3 білий ферзь · b3 чорний пішак · d3 чорна тура · e3 чорний пішак · f3 білий пішак · h3 чорний пішак · d2 чорний слон · b1 чорний слон · f1 біла тура · g1 білий кінь · h1 білий король | 6 |
| 5 | f7 біла тура · h7 білий слон · b6 чорний пішак · d6 білий пішак · f6 білий пішак · h6 білий слон · e5 білий пішак · g5 білий кінь · e4 чорний пішак · f4 чорний король · g4 чорний пішак · h4 чорний пішак · a3 білий ферзь · b3 чорний пішак · d3 чорна тура · e3 чорний пішак · f3 білий пішак · h3 чорний пішак · d2 чорний слон · b1 чорний слон · f1 біла тура · g1 білий кінь · h1 білий король | f7 біла тура · h7 білий слон · b6 чорний пішак · d6 білий пішак · f6 білий пішак · h6 білий слон · e5 білий пішак · g5 білий кінь · e4 чорний пішак · f4 чорний король · g4 чорний пішак · h4 чорний пішак · a3 білий ферзь · b3 чорний пішак · d3 чорна тура · e3 чорний пішак · f3 білий пішак · h3 чорний пішак · d2 чорний слон · b1 чорний слон · f1 біла тура · g1 білий кінь · h1 білий король | f7 біла тура · h7 білий слон · b6 чорний пішак · d6 білий пішак · f6 білий пішак · h6 білий слон · e5 білий пішак · g5 білий кінь · e4 чорний пішак · f4 чорний король · g4 чорний пішак · h4 чорний пішак · a3 білий ферзь · b3 чорний пішак · d3 чорна тура · e3 чорний пішак · f3 білий пішак · h3 чорний пішак · d2 чорний слон · b1 чорний слон · f1 біла тура · g1 білий кінь · h1 білий король | f7 біла тура · h7 білий слон · b6 чорний пішак · d6 білий пішак · f6 білий пішак · h6 білий слон · e5 білий пішак · g5 білий кінь · e4 чорний пішак · f4 чорний король · g4 чорний пішак · h4 чорний пішак · a3 білий ферзь · b3 чорний пішак · d3 чорна тура · e3 чорний пішак · f3 білий пішак · h3 чорний пішак · d2 чорний слон · b1 чорний слон · f1 біла тура · g1 білий кінь · h1 білий король | f7 біла тура · h7 білий слон · b6 чорний пішак · d6 білий пішак · f6 білий пішак · h6 білий слон · e5 білий пішак · g5 білий кінь · e4 чорний пішак · f4 чорний король · g4 чорний пішак · h4 чорний пішак · a3 білий ферзь · b3 чорний пішак · d3 чорна тура · e3 чорний пішак · f3 білий пішак · h3 чорний пішак · d2 чорний слон · b1 чорний слон · f1 біла тура · g1 білий кінь · h1 білий король | f7 біла тура · h7 білий слон · b6 чорний пішак · d6 білий пішак · f6 білий пішак · h6 білий слон · e5 білий пішак · g5 білий кінь · e4 чорний пішак · f4 чорний король · g4 чорний пішак · h4 чорний пішак · a3 білий ферзь · b3 чорний пішак · d3 чорна тура · e3 чорний пішак · f3 білий пішак · h3 чорний пішак · d2 чорний слон · b1 чорний слон · f1 біла тура · g1 білий кінь · h1 білий король | f7 біла тура · h7 білий слон · b6 чорний пішак · d6 білий пішак · f6 білий пішак · h6 білий слон · e5 білий пішак · g5 білий кінь · e4 чорний пішак · f4 чорний король · g4 чорний пішак · h4 чорний пішак · a3 білий ферзь · b3 чорний пішак · d3 чорна тура · e3 чорний пішак · f3 білий пішак · h3 чорний пішак · d2 чорний слон · b1 чорний слон · f1 біла тура · g1 білий кінь · h1 білий король | f7 біла тура · h7 білий слон · b6 чорний пішак · d6 білий пішак · f6 білий пішак · h6 білий слон · e5 білий пішак · g5 білий кінь · e4 чорний пішак · f4 чорний король · g4 чорний пішак · h4 чорний пішак · a3 білий ферзь · b3 чорний пішак · d3 чорна тура · e3 чорний пішак · f3 білий пішак · h3 чорний пішак · d2 чорний слон · b1 чорний слон · f1 біла тура · g1 білий кінь · h1 білий король | 5 |
| 4 | f7 біла тура · h7 білий слон · b6 чорний пішак · d6 білий пішак · f6 білий пішак · h6 білий слон · e5 білий пішак · g5 білий кінь · e4 чорний пішак · f4 чорний король · g4 чорний пішак · h4 чорний пішак · a3 білий ферзь · b3 чорний пішак · d3 чорна тура · e3 чорний пішак · f3 білий пішак · h3 чорний пішак · d2 чорний слон · b1 чорний слон · f1 біла тура · g1 білий кінь · h1 білий король | f7 біла тура · h7 білий слон · b6 чорний пішак · d6 білий пішак · f6 білий пішак · h6 білий слон · e5 білий пішак · g5 білий кінь · e4 чорний пішак · f4 чорний король · g4 чорний пішак · h4 чорний пішак · a3 білий ферзь · b3 чорний пішак · d3 чорна тура · e3 чорний пішак · f3 білий пішак · h3 чорний пішак · d2 чорний слон · b1 чорний слон · f1 біла тура · g1 білий кінь · h1 білий король | f7 біла тура · h7 білий слон · b6 чорний пішак · d6 білий пішак · f6 білий пішак · h6 білий слон · e5 білий пішак · g5 білий кінь · e4 чорний пішак · f4 чорний король · g4 чорний пішак · h4 чорний пішак · a3 білий ферзь · b3 чорний пішак · d3 чорна тура · e3 чорний пішак · f3 білий пішак · h3 чорний пішак · d2 чорний слон · b1 чорний слон · f1 біла тура · g1 білий кінь · h1 білий король | f7 біла тура · h7 білий слон · b6 чорний пішак · d6 білий пішак · f6 білий пішак · h6 білий слон · e5 білий пішак · g5 білий кінь · e4 чорний пішак · f4 чорний король · g4 чорний пішак · h4 чорний пішак · a3 білий ферзь · b3 чорний пішак · d3 чорна тура · e3 чорний пішак · f3 білий пішак · h3 чорний пішак · d2 чорний слон · b1 чорний слон · f1 біла тура · g1 білий кінь · h1 білий король | f7 біла тура · h7 білий слон · b6 чорний пішак · d6 білий пішак · f6 білий пішак · h6 білий слон · e5 білий пішак · g5 білий кінь · e4 чорний пішак · f4 чорний король · g4 чорний пішак · h4 чорний пішак · a3 білий ферзь · b3 чорний пішак · d3 чорна тура · e3 чорний пішак · f3 білий пішак · h3 чорний пішак · d2 чорний слон · b1 чорний слон · f1 біла тура · g1 білий кінь · h1 білий король | f7 біла тура · h7 білий слон · b6 чорний пішак · d6 білий пішак · f6 білий пішак · h6 білий слон · e5 білий пішак · g5 білий кінь · e4 чорний пішак · f4 чорний король · g4 чорний пішак · h4 чорний пішак · a3 білий ферзь · b3 чорний пішак · d3 чорна тура · e3 чорний пішак · f3 білий пішак · h3 чорний пішак · d2 чорний слон · b1 чорний слон · f1 біла тура · g1 білий кінь · h1 білий король | f7 біла тура · h7 білий слон · b6 чорний пішак · d6 білий пішак · f6 білий пішак · h6 білий слон · e5 білий пішак · g5 білий кінь · e4 чорний пішак · f4 чорний король · g4 чорний пішак · h4 чорний пішак · a3 білий ферзь · b3 чорний пішак · d3 чорна тура · e3 чорний пішак · f3 білий пішак · h3 чорний пішак · d2 чорний слон · b1 чорний слон · f1 біла тура · g1 білий кінь · h1 білий король | f7 біла тура · h7 білий слон · b6 чорний пішак · d6 білий пішак · f6 білий пішак · h6 білий слон · e5 білий пішак · g5 білий кінь · e4 чорний пішак · f4 чорний король · g4 чорний пішак · h4 чорний пішак · a3 білий ферзь · b3 чорний пішак · d3 чорна тура · e3 чорний пішак · f3 білий пішак · h3 чорний пішак · d2 чорний слон · b1 чорний слон · f1 біла тура · g1 білий кінь · h1 білий король | 4 |
| 3 | f7 біла тура · h7 білий слон · b6 чорний пішак · d6 білий пішак · f6 білий пішак · h6 білий слон · e5 білий пішак · g5 білий кінь · e4 чорний пішак · f4 чорний король · g4 чорний пішак · h4 чорний пішак · a3 білий ферзь · b3 чорний пішак · d3 чорна тура · e3 чорний пішак · f3 білий пішак · h3 чорний пішак · d2 чорний слон · b1 чорний слон · f1 біла тура · g1 білий кінь · h1 білий король | f7 біла тура · h7 білий слон · b6 чорний пішак · d6 білий пішак · f6 білий пішак · h6 білий слон · e5 білий пішак · g5 білий кінь · e4 чорний пішак · f4 чорний король · g4 чорний пішак · h4 чорний пішак · a3 білий ферзь · b3 чорний пішак · d3 чорна тура · e3 чорний пішак · f3 білий пішак · h3 чорний пішак · d2 чорний слон · b1 чорний слон · f1 біла тура · g1 білий кінь · h1 білий король | f7 біла тура · h7 білий слон · b6 чорний пішак · d6 білий пішак · f6 білий пішак · h6 білий слон · e5 білий пішак · g5 білий кінь · e4 чорний пішак · f4 чорний король · g4 чорний пішак · h4 чорний пішак · a3 білий ферзь · b3 чорний пішак · d3 чорна тура · e3 чорний пішак · f3 білий пішак · h3 чорний пішак · d2 чорний слон · b1 чорний слон · f1 біла тура · g1 білий кінь · h1 білий король | f7 біла тура · h7 білий слон · b6 чорний пішак · d6 білий пішак · f6 білий пішак · h6 білий слон · e5 білий пішак · g5 білий кінь · e4 чорний пішак · f4 чорний король · g4 чорний пішак · h4 чорний пішак · a3 білий ферзь · b3 чорний пішак · d3 чорна тура · e3 чорний пішак · f3 білий пішак · h3 чорний пішак · d2 чорний слон · b1 чорний слон · f1 біла тура · g1 білий кінь · h1 білий король | f7 біла тура · h7 білий слон · b6 чорний пішак · d6 білий пішак · f6 білий пішак · h6 білий слон · e5 білий пішак · g5 білий кінь · e4 чорний пішак · f4 чорний король · g4 чорний пішак · h4 чорний пішак · a3 білий ферзь · b3 чорний пішак · d3 чорна тура · e3 чорний пішак · f3 білий пішак · h3 чорний пішак · d2 чорний слон · b1 чорний слон · f1 біла тура · g1 білий кінь · h1 білий король | f7 біла тура · h7 білий слон · b6 чорний пішак · d6 білий пішак · f6 білий пішак · h6 білий слон · e5 білий пішак · g5 білий кінь · e4 чорний пішак · f4 чорний король · g4 чорний пішак · h4 чорний пішак · a3 білий ферзь · b3 чорний пішак · d3 чорна тура · e3 чорний пішак · f3 білий пішак · h3 чорний пішак · d2 чорний слон · b1 чорний слон · f1 біла тура · g1 білий кінь · h1 білий король | f7 біла тура · h7 білий слон · b6 чорний пішак · d6 білий пішак · f6 білий пішак · h6 білий слон · e5 білий пішак · g5 білий кінь · e4 чорний пішак · f4 чорний король · g4 чорний пішак · h4 чорний пішак · a3 білий ферзь · b3 чорний пішак · d3 чорна тура · e3 чорний пішак · f3 білий пішак · h3 чорний пішак · d2 чорний слон · b1 чорний слон · f1 біла тура · g1 білий кінь · h1 білий король | f7 біла тура · h7 білий слон · b6 чорний пішак · d6 білий пішак · f6 білий пішак · h6 білий слон · e5 білий пішак · g5 білий кінь · e4 чорний пішак · f4 чорний король · g4 чорний пішак · h4 чорний пішак · a3 білий ферзь · b3 чорний пішак · d3 чорна тура · e3 чорний пішак · f3 білий пішак · h3 чорний пішак · d2 чорний слон · b1 чорний слон · f1 біла тура · g1 білий кінь · h1 білий король | 3 |
| 2 | f7 біла тура · h7 білий слон · b6 чорний пішак · d6 білий пішак · f6 білий пішак · h6 білий слон · e5 білий пішак · g5 білий кінь · e4 чорний пішак · f4 чорний король · g4 чорний пішак · h4 чорний пішак · a3 білий ферзь · b3 чорний пішак · d3 чорна тура · e3 чорний пішак · f3 білий пішак · h3 чорний пішак · d2 чорний слон · b1 чорний слон · f1 біла тура · g1 білий кінь · h1 білий король | f7 біла тура · h7 білий слон · b6 чорний пішак · d6 білий пішак · f6 білий пішак · h6 білий слон · e5 білий пішак · g5 білий кінь · e4 чорний пішак · f4 чорний король · g4 чорний пішак · h4 чорний пішак · a3 білий ферзь · b3 чорний пішак · d3 чорна тура · e3 чорний пішак · f3 білий пішак · h3 чорний пішак · d2 чорний слон · b1 чорний слон · f1 біла тура · g1 білий кінь · h1 білий король | f7 біла тура · h7 білий слон · b6 чорний пішак · d6 білий пішак · f6 білий пішак · h6 білий слон · e5 білий пішак · g5 білий кінь · e4 чорний пішак · f4 чорний король · g4 чорний пішак · h4 чорний пішак · a3 білий ферзь · b3 чорний пішак · d3 чорна тура · e3 чорний пішак · f3 білий пішак · h3 чорний пішак · d2 чорний слон · b1 чорний слон · f1 біла тура · g1 білий кінь · h1 білий король | f7 біла тура · h7 білий слон · b6 чорний пішак · d6 білий пішак · f6 білий пішак · h6 білий слон · e5 білий пішак · g5 білий кінь · e4 чорний пішак · f4 чорний король · g4 чорний пішак · h4 чорний пішак · a3 білий ферзь · b3 чорний пішак · d3 чорна тура · e3 чорний пішак · f3 білий пішак · h3 чорний пішак · d2 чорний слон · b1 чорний слон · f1 біла тура · g1 білий кінь · h1 білий король | f7 біла тура · h7 білий слон · b6 чорний пішак · d6 білий пішак · f6 білий пішак · h6 білий слон · e5 білий пішак · g5 білий кінь · e4 чорний пішак · f4 чорний король · g4 чорний пішак · h4 чорний пішак · a3 білий ферзь · b3 чорний пішак · d3 чорна тура · e3 чорний пішак · f3 білий пішак · h3 чорний пішак · d2 чорний слон · b1 чорний слон · f1 біла тура · g1 білий кінь · h1 білий король | f7 біла тура · h7 білий слон · b6 чорний пішак · d6 білий пішак · f6 білий пішак · h6 білий слон · e5 білий пішак · g5 білий кінь · e4 чорний пішак · f4 чорний король · g4 чорний пішак · h4 чорний пішак · a3 білий ферзь · b3 чорний пішак · d3 чорна тура · e3 чорний пішак · f3 білий пішак · h3 чорний пішак · d2 чорний слон · b1 чорний слон · f1 біла тура · g1 білий кінь · h1 білий король | f7 біла тура · h7 білий слон · b6 чорний пішак · d6 білий пішак · f6 білий пішак · h6 білий слон · e5 білий пішак · g5 білий кінь · e4 чорний пішак · f4 чорний король · g4 чорний пішак · h4 чорний пішак · a3 білий ферзь · b3 чорний пішак · d3 чорна тура · e3 чорний пішак · f3 білий пішак · h3 чорний пішак · d2 чорний слон · b1 чорний слон · f1 біла тура · g1 білий кінь · h1 білий король | f7 біла тура · h7 білий слон · b6 чорний пішак · d6 білий пішак · f6 білий пішак · h6 білий слон · e5 білий пішак · g5 білий кінь · e4 чорний пішак · f4 чорний король · g4 чорний пішак · h4 чорний пішак · a3 білий ферзь · b3 чорний пішак · d3 чорна тура · e3 чорний пішак · f3 білий пішак · h3 чорний пішак · d2 чорний слон · b1 чорний слон · f1 біла тура · g1 білий кінь · h1 білий король | 2 |
| 1 | f7 біла тура · h7 білий слон · b6 чорний пішак · d6 білий пішак · f6 білий пішак · h6 білий слон · e5 білий пішак · g5 білий кінь · e4 чорний пішак · f4 чорний король · g4 чорний пішак · h4 чорний пішак · a3 білий ферзь · b3 чорний пішак · d3 чорна тура · e3 чорний пішак · f3 білий пішак · h3 чорний пішак · d2 чорний слон · b1 чорний слон · f1 біла тура · g1 білий кінь · h1 білий король | f7 біла тура · h7 білий слон · b6 чорний пішак · d6 білий пішак · f6 білий пішак · h6 білий слон · e5 білий пішак · g5 білий кінь · e4 чорний пішак · f4 чорний король · g4 чорний пішак · h4 чорний пішак · a3 білий ферзь · b3 чорний пішак · d3 чорна тура · e3 чорний пішак · f3 білий пішак · h3 чорний пішак · d2 чорний слон · b1 чорний слон · f1 біла тура · g1 білий кінь · h1 білий король | f7 біла тура · h7 білий слон · b6 чорний пішак · d6 білий пішак · f6 білий пішак · h6 білий слон · e5 білий пішак · g5 білий кінь · e4 чорний пішак · f4 чорний король · g4 чорний пішак · h4 чорний пішак · a3 білий ферзь · b3 чорний пішак · d3 чорна тура · e3 чорний пішак · f3 білий пішак · h3 чорний пішак · d2 чорний слон · b1 чорний слон · f1 біла тура · g1 білий кінь · h1 білий король | f7 біла тура · h7 білий слон · b6 чорний пішак · d6 білий пішак · f6 білий пішак · h6 білий слон · e5 білий пішак · g5 білий кінь · e4 чорний пішак · f4 чорний король · g4 чорний пішак · h4 чорний пішак · a3 білий ферзь · b3 чорний пішак · d3 чорна тура · e3 чорний пішак · f3 білий пішак · h3 чорний пішак · d2 чорний слон · b1 чорний слон · f1 біла тура · g1 білий кінь · h1 білий король | f7 біла тура · h7 білий слон · b6 чорний пішак · d6 білий пішак · f6 білий пішак · h6 білий слон · e5 білий пішак · g5 білий кінь · e4 чорний пішак · f4 чорний король · g4 чорний пішак · h4 чорний пішак · a3 білий ферзь · b3 чорний пішак · d3 чорна тура · e3 чорний пішак · f3 білий пішак · h3 чорний пішак · d2 чорний слон · b1 чорний слон · f1 біла тура · g1 білий кінь · h1 білий король | f7 біла тура · h7 білий слон · b6 чорний пішак · d6 білий пішак · f6 білий пішак · h6 білий слон · e5 білий пішак · g5 білий кінь · e4 чорний пішак · f4 чорний король · g4 чорний пішак · h4 чорний пішак · a3 білий ферзь · b3 чорний пішак · d3 чорна тура · e3 чорний пішак · f3 білий пішак · h3 чорний пішак · d2 чорний слон · b1 чорний слон · f1 біла тура · g1 білий кінь · h1 білий король | f7 біла тура · h7 білий слон · b6 чорний пішак · d6 білий пішак · f6 білий пішак · h6 білий слон · e5 білий пішак · g5 білий кінь · e4 чорний пішак · f4 чорний король · g4 чорний пішак · h4 чорний пішак · a3 білий ферзь · b3 чорний пішак · d3 чорна тура · e3 чорний пішак · f3 білий пішак · h3 чорний пішак · d2 чорний слон · b1 чорний слон · f1 біла тура · g1 білий кінь · h1 білий король | f7 біла тура · h7 білий слон · b6 чорний пішак · d6 білий пішак · f6 білий пішак · h6 білий слон · e5 білий пішак · g5 білий кінь · e4 чорний пішак · f4 чорний король · g4 чорний пішак · h4 чорний пішак · a3 білий ферзь · b3 чорний пішак · d3 чорна тура · e3 чорний пішак · f3 білий пішак · h3 чорний пішак · d2 чорний слон · b1 чорний слон · f1 біла тура · g1 білий кінь · h1 білий король | 1 |
|   | a | b | c | d | e | f | g | h |   |

1. ... Td4 a 2. fe+    A ...
1. ... Td5 b 2. Se2+ B ...
1. ... Td6 C 2. Se4+ C ...
1. Da4? ~ 2. D:e4+ Kg3 3. Se2, D:g4#
1. ... Td4 a 2. Se2+ B ...
1. ... Td5 b 2. Se4+ C ...
1. ... Td6 C 2. fe+    A ..., 1. ... Lb4!
1. Da8! ~ 2. D:e4+ Kg3 3. Se2, D:g4#
1. ... Td4 a 2. S:e4+ C ... K:e5 3. Te7#
1. ... Td5 b 2. fe+     A ... K:e5 3. Dd5#
1. ... T:d6 C 2. Se2+ B ... K:e5 3. f4#
- — - — - — -
1. ... ef    2. S5:f3+ Kg3 3. Se2#
Ця задача увійшла до Альбому FIDE